# Terre indigene

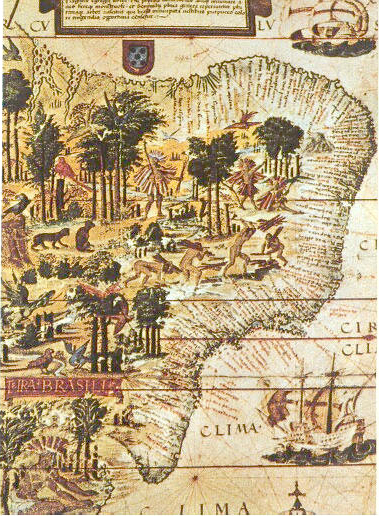
Mappa del Brasile del 1519, dove già sono registrati i segnali dell'occupazione europea. Originalmente, tutto il territorio apparteneva ai popoli indigeni.

Le terre indigene (terras indígenas in portoghese), secondo la legislazione brasiliana, sono quelle occupate tradizionalmente dai popoli indigeni del Brasile, abitate in permanenza, utilizzate per le loro attività produttive, e imprescindibili per la conservazione delle risorse naturali necessarie per il loro benestare e la loro riproduzione fisica e culturale, in accordo con i propri costumi e tradizioni. I territori indigeni sono beni demaniali e non disponibili e i diritti degli indigeni su queste aree non hanno scadenza.
Storicamente, i popoli che vivevano originalmente in Brasile hanno sofferto una serie di abusi da parte dei conquistatori europei che hanno portato molti di loro all'estinzione o verso un declino accentuato. Altri furono espulsi dalle loro terre e ancora oggi i loro discendenti non le hanno recuperate. I diritti degli indigeni alla preservazione delle loro origini culturali, alla proprietà delle loro terre e allo sfruttamento esclusivo delle risorse sono garantiti dalla Costituzione, ma nella pratica quotidiana la fruibilità concreta di questi diritti si rivela molto difficile e oggetto di controversie, spesso al centro di violenza, corruzione, assassinati, occupazione illegale di terre (grilagem) e altri crimini, che hanno dato origine a innumerevoli proteste, sia nazionali che internazionali, così come a interminabili dispute nelle aule dei tribunali e al Congresso nazionale del Brasile.
La presa di coscienza degli indigeni cresce, acquisiscono una maggiore influenza politica, si organizzano in gruppi e associazioni e sono federati a livello nazionale; molti frequentano corsi di istruzione superiore e raggiungono posizioni da dove possono difendere i gli interessi dei propri popoli. Già esistono molte terre consolidate, molte altre sono in corso di demarcazione, altre sono minacciate da problemi ecologici e priorità politiche conflittuali, contribuendo al peggioramento del quadro complessivo e creando molte difficoltà di sopravvivenza a alcuni popoli. Secondo un gran numero di osservatori esterni e di autorità, i recenti passi in avanti, tra cui la notevole espansione delle aree dei territori demarcati e un tasso demografico crescente dopo secoli di costante declino, non compensano comunque i danni sopportati dagli indigeni per quanto riguarda una molteplicità di aspetti relativi alla questione fondiaria, mentre è lecito prevedere la possibilità di importanti passi indietro.

## Definizione

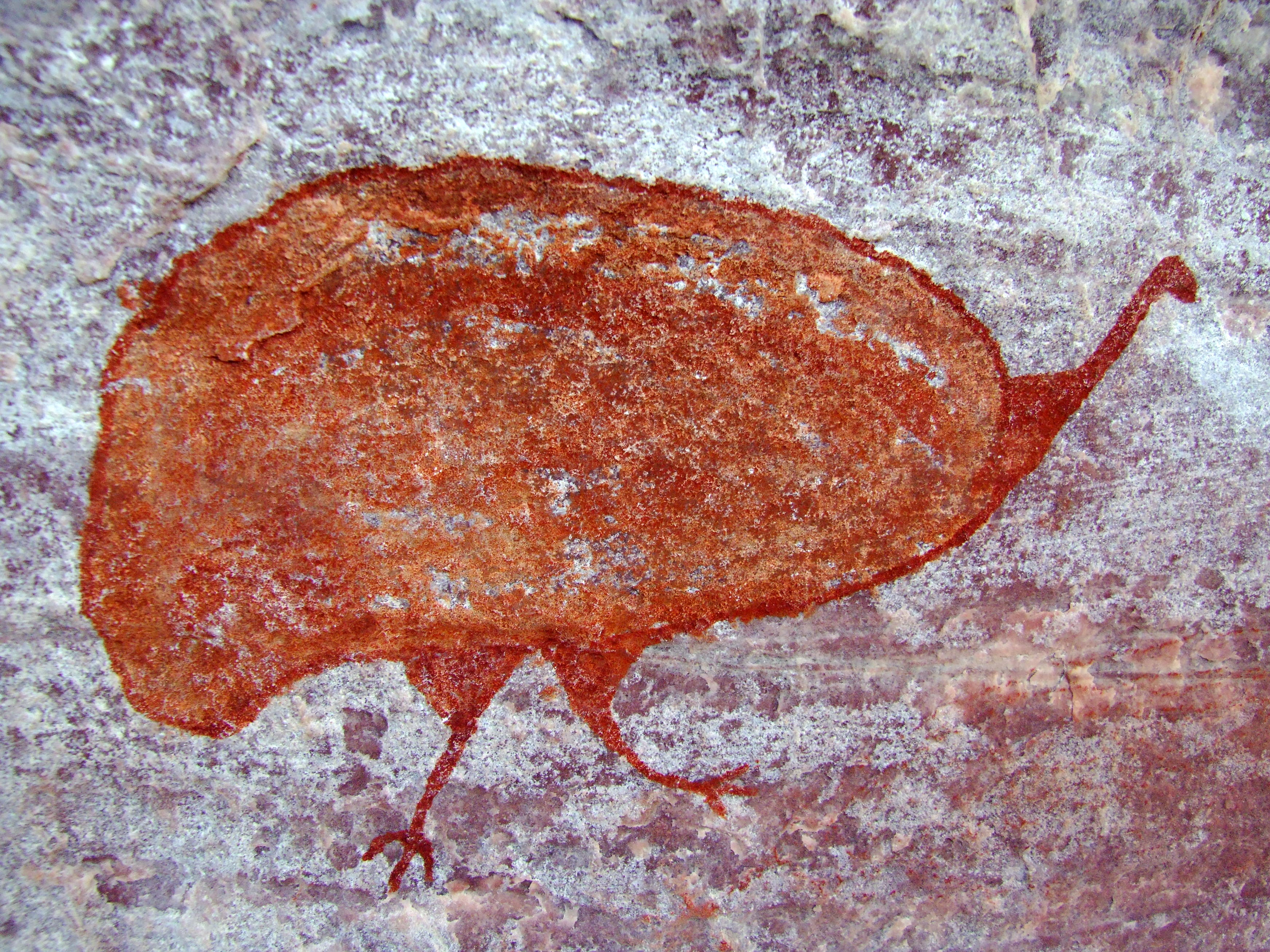
Pitture rupestri risalenti a migliaia di anni fa sono state trovate in vari siti archeologici brasiliani e attestano l'antichità dell'occupazione dei territori da parte dei popoli della foresta. Qui, un disegno localizzato nel Morro do Chapéu, nello stato di Bahia.

I giuristi fanno una distinzione tra territori indigeni in senso lato e i territori indigeni in senso stretto. I territori indigeni, strettamente parlando, sarebbero quelli definiti dalla Costituzione del 1988, di occupazione tradizionale. In senso lato, sarebbero quelli definiti dallo Estatuto do Índio, del 1973, che dichiara come territori indigeni, oltre a questi ultimi, anche i territori di riserva (divisi in quattro categorie) e le terras dominiais.
La Constituição assicura agli indigeni la proprietà dei territori che abitano tradizionalmente, indipendentemente dal luogo dove si trovino, non lasciando spazio a contestazioni sulla opportunità o meno della demarcazione così come sia stata fatta, malgrado il fatto che siano abbastanza comuni situazioni di questo tipo, come quella che si è sviluppata intorno alla demarcazione della Terra Indígena Raposa Serra do Sol. Solamente i territori indigeni nel senso definito dalla Costituzione sono soggette al processo di demarcazione. Mentre un territorio di riserva è quella che lo Stato federale brasiliano (União) destina agli indigeni secondo la propria convenienza, potendo essere soggetta a discussione giudiziale, anche per il fatto che sia o meno opportuno e nel quadro di questioni di sicurezza nazionale. Esistono quattro categorie di territori: riserva indigena, parco indigeno, colonia agricola indigena e territorio federale indigeno. Le terre di dominio delle comunità indigene (terras dominiais) sono quelle dove non solo l'usufrutto, ma anche la proprietà è degli indigeni, sia essa acquisita per compravendita o per donazione.
Secondo l'analisi di Lívia Mara de Resende, tutte queste categorie sollevano aspetti polemici nella definizione e la loro applicazione pratica ha generato parecchie dispute. Ci sono dubbi anche in riferimento all'applicabilità o meno delle norme previste dalla Costituzione per le aree definite come indigene alle terras dominiais e alle riserve (come il fatto di essere inalienabili, indisponibili e non soggette a usucapione). Inoltre, è controverso se le regole stabilite dallo Estatuto do Índio per i territori indigeni in senso lato - come il fatto di non essere soggetti a usucapione - continuino ad essere applicabili, visto che le riserve e le terras dominais non sono territori indigeni così come sono stati definiti dalla Costituzione.

## Storia e quadro legale

### Il contesto della Conquista

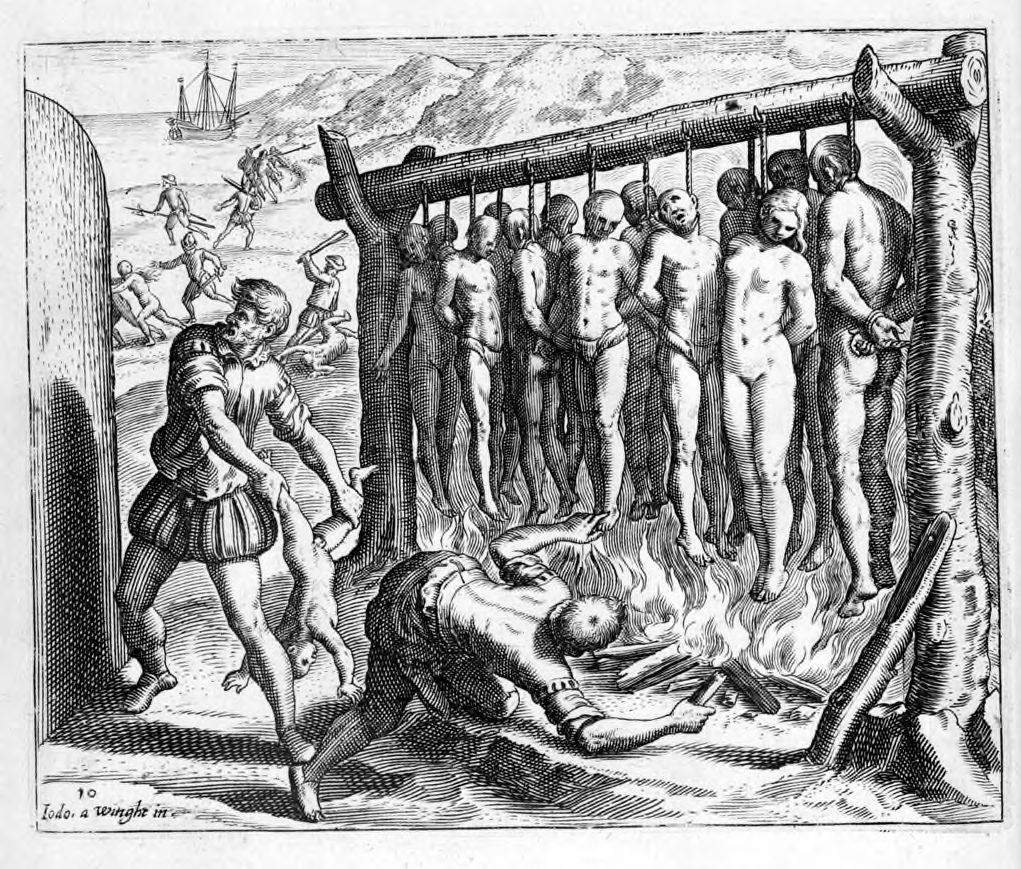
Documento relativo a uno dei massacri a cui erano comunemente oggetto gli indigeni americani da parte dei conquistatori europei. Incisione di Theodor de Bry inclusa nella Brevíssima Relación de la Destruyción de las Indias (1552), del padre Bartolomé de Las Casas.

I primi uomini che abitarono quello che in seguito sarebbe diventato il Brasile arrivarono in quelle terre migliaia di anni prima degli europei. Su quelle terre si stabilizzarono e svilupparono ricche e differenziate culture e, nel 1500, si calcola che vivessero lì dai 2 ai 5 milioni di persone. In quello stesso anno, arrivarono sul litorale i primi conquistatori partiti dall'Europa, i portoghesi. I primi contatti pare che siano stati amichevoli, così come li riferisce la lettera di Pero Vaz de Caminha, e il supporto prestato da alcune tribù risultò fondamentale per la sopravvivenza di molte spedizioni e delle prime popolazioni di portoghesi, instaurando molti legami commerciali e un sistema di cooperazione a vari livelli. Allo stesso modo, alcuni portoghesi rimasero incantati dal modo di vita degli indigeni e si "indigenizzarono" trasferendosi a vivere nella foresta tra di loro, costituendo famiglie e generando prole, o semplicemente ne assimilavano i costumi.
Ma in breve tempo i veri propositi della conquista vennero a galla e furono sempre più drammatici. Imponendo il proprio dominio su tutti, in forma più o meno violenta, i portoghesi commisero una serie di abusi sistematici contro gli abitanti, compresi assassini di massa, torture, stupri, mettendo in fuga i sopravviventi sempre più verso l'interno e costruendo nel vuoti che si creava una civilizzazione completamente distinta e un vasto Stato all'interno del quale gli indigeni godevano di una discriminazione razziale che li considerava inferiori e incapaci, designati per volere divino a essere dominati con le armi e, a volte, aiutati dalla cultura portoghese sotto lo stendardo di Cristo. Malgrado la grandezza e la carità di cui erano imbevuti questi concetti, i benefici finivano sempre solo alla parte portoghese. Questi incitavano i gruppi indigeni affinché muovessero guerra tra di loro con l'obiettivo di averne dei vantaggi indiretti, altri furono usati come alleati nelle scaramucce contro i pirati e gli invasori francesi e olandesi e molti villaggi furono "autorizzati" a vivere semplicemente per raggiungere il fine di espandere la frontiera portoghese e soprattutto a difenderla nel cotesto dell'espansione territoriale verso l'area di influenza spagnola e per integrare la ridotta capacità militare mobilizzata in Brasile. Praticamente tutta l'attuale Amazzonia brasiliana, che restava a ovest del meridiano definito dal trattato di Tordesillas, è stata ottenuta grazie alla sedentarizzazione dei villaggi indigeni e alla loro trasformazione in avamposti portoghesi. Questi involontari apripista, come i Macuxi e gli Wapixana del Roraima, erano chiamati "muraglie del sertão".

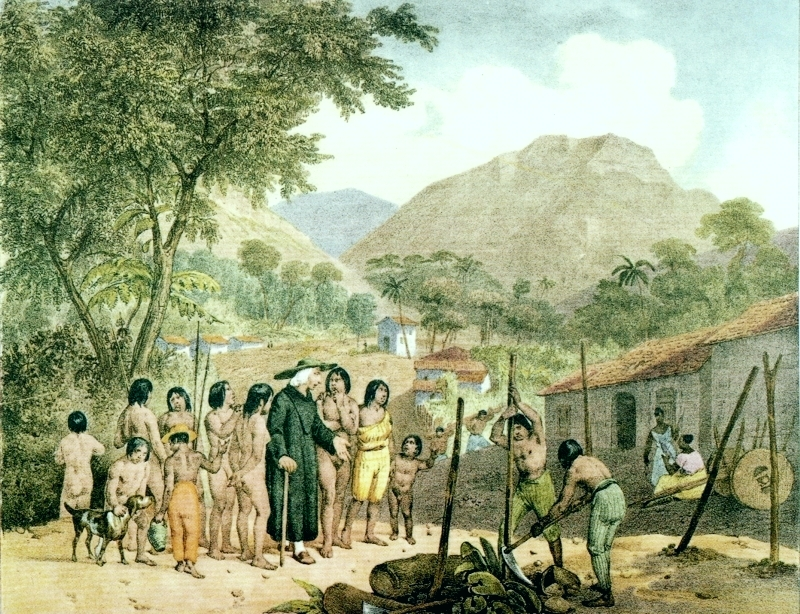
Un missionario con gli indigeni Tapuia organizzati in un villaggio, in un'incisione di Rugendas dell'inizio del secolo XIX.

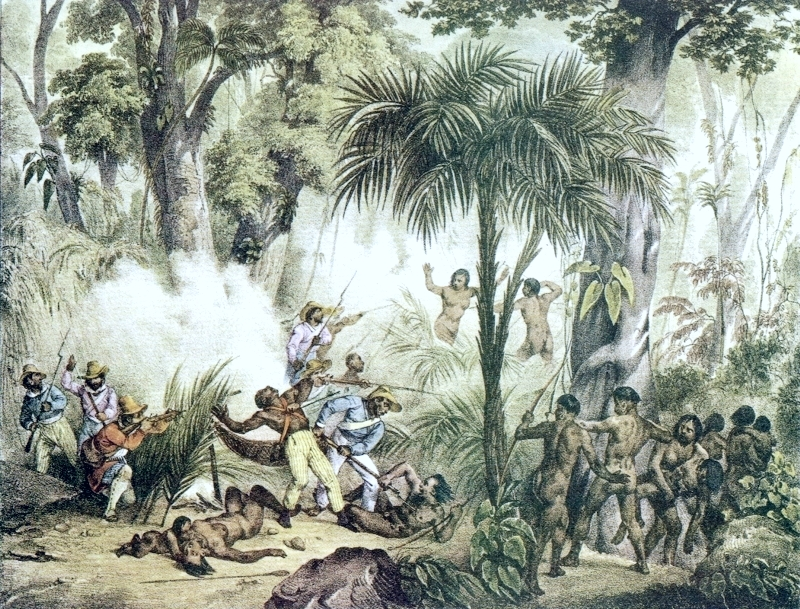
Combattimento tra militari e indigeni, incisione di Rugendas.

I massacri dei gruppi recalcitranti e ostili furono frequenti, e alcuni rimasero più famosi come quelli accaduti nella Guerra dei Guaraní, nella Confederazione dei Tamoios, nelle rivolte dei potiguares e nella Guerra dei Barbari, malgrado ripetuti ordini reali e ecclesiastici che li condannavano e una grande parte della popolazione terminò la propria esistenza in condizioni di schiavitù, servendo i portoghesi come schiavi in casa, nei lavori o nell'esercito. In seguito, l'importazione degli schiavi africani si rivelò più redditizia e l'interesse degli indigeni come manodopera diminuì considerevolmente, dato che erano considerati ribelli e pigri. Nel momento in cui terminò l'interesse utilitaristico, diventarono per tutti un disturbo.
Ci furono molti portoghesi che furono orripilati dalle atrocità e provarono a prenderne le difese, e malgrado fin dal 1537 la Chiesa Cattolica avesse riconosciuto che gli indigeni fossero "veri uomini", in pratica, per molto tempo, i propoli nativi furono considerati composti da esseri bruti, insensibili ai richiami della ragione, della giustizia, della vera fede e dei buoni sentimenti, più vicini alle bestie che agli uomini, e molti dubitavano che possedessero un'anima. Durante il processo di colonizzazione ci furono molte iniziative da parte degli europei volte a "addomesticare" i popoli nativi e scoprire qualche "utilità" funzionale al progetto di colonizzazione, "per fare più grande Sua Altezza e il Regno", stabilizzandoli in villaggi e riduzioni gesuite o in insediamenti permanenti simili a paesi e assimilandoli alla civilizzazione occidentale, insegnando loro la religione e gli usi e costumi dei colonizzatori, sempre nella prospettiva che la loro cultura fosse disprezzabile e dovesse essere sostituita da un'altra più "elevata", che prometteva loro anche la salvezza spirituale e la vita eterna dopo la morte; considerandoli come pagine bianche dove si potesse scrivere a propria volontà, come li descrisse Manuel da Nóbrega, che al momento fu comunque uno dei loro più noti difensori. Non furono solo la violenza e il maltrattamento a causare la decimazione delle popolazioni indigene, ma anche le malattie venute d'oltremare fecero strage: influenza, morbillo, pertosse, tubercolosi e vaiolo mieterono innumerevoli vittime, dato che i corpi dei locali non erano dotati degli anticorpi già sviluppati dalle popolazioni europee durante i secoli precedenti,; anche molti altri, iniziati al consumo dell'aguardente importato e diffuso dai portoghesi, finirono straziati dall'alcolismo.
L'impatto della conquista fu profondo non solo sui popoli nativi, ma anche sul paesaggio naturale, in seguito all'intenso disboscamento e a altre alterazioni dell'ambiente. Come appare nella sintesi fatta dall'ex-presidente della Funai, Carlos Marés de Souza Filho,
Gli europei, specialmente i portoghesi e gli spagnoli, arrivarono in America come se stessero inseguendo l'obiettivo di ampliare la propria frontiera agricola. Arrivarono, portarono vie le ricchezze, devastarono il suolo e sostituirono una natura con un'altra, per loro più familiare e controllabile. Le popolazioni locali vivevano con quello che avevano a disposizione, mangiavano mais o cassava, producevano il biju, assaporando carni saporite di animali nativi, uccelli o pesci. Poco per volta furono introdotti alimenti nuovi, come la capra, gli agnelli, i formaggi e nuove piante come la canna da zucchero, il caffè e la barbabietola. L'introduzione di nuove essenze non risparmiò neppure gli alberi e i frutti, a tal punto da poter dire che la natura stessa fu sostituita.
Le riduzioni stabilite dai missionari, specialmente dai Gesuiti, dove gli indigeni vivevano riuniti in comunità relativamente auto-sufficienti sotto la protezione dei padri missionari e della Corona, furono l'ancora di salvezza per molti popoli, che lì furono risparmiati da molte barbarità; ma moltissime riduzioni furono in ogni modo distrutte da altri colonizzatori e ora si mette in discussione il valore reale di questa protezione, fintantoché durò. A fronte di una protezione che in fin dei conti non si rivelò decisiva, furono distrutte le culture tradizionali e gli indigeni furono convertiti allo stile di vita europeo. Lo attestano le testimonianze lasciate dai loro stessi protettori religiosi, ancora meno nobili di quelli del Nóbrega, mettendo in evidenza come - anche tra coloro che erano più favorevoli - sussistessero delle divergenze culturali irriconciliabili che finivano per continuare a sostenere il pregiudizio. Per esempio, il padre Cardiel, delle riduzioni guaraní del sud, secondo il quale "gli indigeni meno stupidi godevano appena di brevi intervalli di coscienza", o il celebre padre Sepp, che ha avuto un ruolo di primo piano nella regione, il quale diceva che gli abitanti delle riduzioni erano "stupidi, ottusi, ottusissimi per tutti gli aspetti spirituali". Non esiste un'evidenza documentale che alcun padre abbia mai coltivato un'amicizia personale con qualunque indigeno; nessuno scrittore gesuita dichiarò mai di aver appreso qualcosa dagli indigeni che guidava, né riconobbe loro qualunque contributo importante originato dalla cultura indigena nei confronti della società che nasceva nelle riduzioni. A maggior ragione, la tolleranza dimostrata nei confronti di alcune tradizioni indigene non significava che fossero d'accordo con queste, ma era piuttosto una concessione diplomatica e pedagogica, che il processo di acculturazione forzata sarebbe diventato addirittura inutile, sorpassata dalla nuova realtà culturale e sociale che si pretendeva di stabilire nel futuro. Nonostante tutto, in generale, riconoscevano loro un insolito talento artistico e una profonda capacità di devozione emotiva e lealtà personale

### Prime leggi di protezione

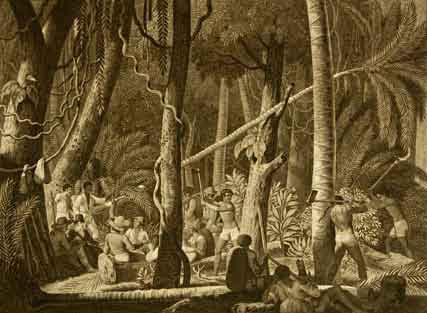
Il capitano Bento Lourenço mentre apre una nuova pista nelle foreste nei pressi di Mucuri, incisione di Martin Esslinger, a partire dall'originale di Maximilian zu Wied-Neuwied, 1822.

Con l'installazione del governo-generale a Salvador nel 1549, apparve la prima regolamentazione riguardante gli indigeni sotto forma di un Regimento che garantiva la protezione agli alleati della Corona e riconosceva ai Gesuiti una voce attiva nelle questioni riferite agli indigeni. Nel 1680 un decreto reale istituì l'indigenato, il riconoscimento del diritto congenito e primario dei popoli nativi al loro territorio tradizionale. Tanto per iniziare, in tutte le concessioni di terre affidate ai coloni doveva essere "conservato il diritto degli indigeni". D'altro canto, il concetto di "conservazione" non fu mai chiarito, e l'indigenato si applicava solamente agli indigeni del Pará e del Maranhão. Per questo, il decreto non ebbe un grande effetto e il risultato fu l'avanzamento europeo nelle terre indigene. Lo Stato portoghese stesso, in seno al quale si era originato il decreto, favoriva lo sfruttamento, attivamente o passivamente. Per esempio, il Diretório dos Índios, del 1757, reprimeva l'espressione di molti costumi tradizionali e dirigeva il processo di secolarizzazione delle riduzioni dopo l'espulsione dei Gesuiti, ma ha proibito la schiavitù e li qualificava come sudditi della Corona. Sulla base delle garanzie di questa legge, si fecero largo le prime contestazioni giudiziarie promosse da indigeni contro lo Stato, che portarono a qualche successo. Nel 1755, una nuova legge estese la condizione di indigenato per tutti gli indigeni brasiliani, ma l'istituzione fu regolamentata veramente solo nel 1850 e non entrò mai veramente in vigore del tutto
Nel frattempo, le complicazione continuavano a accumularsi. Una Carta Régia del 1798, seppure estendesse lo status di cittadino agli indigeni civilizzati, li mette in posizione di vassalli e dichiarava orfani gli indigeni ancora nella foresta, che avrebbero dovuto essere tutelati dallo Stato e avrebbero potuto essere chiamati in qualsiasi momento per l'assegnazione ai lavori forzati. Allo stesso tempo, a dispetto dei vari tentativi da parte del governo portoghese di proibire la schiavitù indigena, che a volte davano origine a vere e proprie rivolte tra la popolazione bianca, questa continuava a essere praticata, specialmente nelle regioni più povere e remote. Un'altra Carta Régia, nel 1801, permise di conquistare nuove terre agli indigeni attraverso delle cosiddette "guerre giuste", quelle destinate a sottomettere con la forza i popoli recalcitranti al dominio coloniale, trasformandole in terre devolute. Sul finire del processo di colonizzazione, si stima che la popolazione indigena fosse diminuita di circa 600.00 unità, vivendo in gran parte in condizioni di oppressione e miseria.
Durante l'Impero la situazione non migliorò. Anche se in questo periodo gli indigeni avevano ottenuto un riconoscimento più elevato nei discorsi ufficiali, vedendosi riconosciuto il ruolo di fondatori archetipici della nazione, popoli puri che vivevano a contatto con la natura in armonia, fino al punto che gli imperatori usassero un mantello cerimoniale con un collo di penne di tucano per fare allusione ai popoli della foresta come legittimi partecipanti di una nuova unità nazionale. Anche se questi furono addirittura oggetto di una forma di culto mitizzato da parte di alcuni artisti e intellettuali romantici - gli indianisti —, não foram nem citados na Constituição de 1824, non furono neppure citati nella Costituzione del 1824: ancora erano considerati incapaci di fronte alla Legge e spettava allo Stato il compito di catechizzarli e civilizzarli, continuavano a essere morti, schiavizzati e sfruttati, e continuò la pratica di confinarli in piccole aree limitate alle vicinanze dei loro villaggi, che non offrivano le condizioni per svilupparsi in autonomia e soddisfare anche solo alla loro sussistenza,; questo quando i villaggi non fossero estinti per decreto, giustificandosi con il fatto che i loro abitanti già facevano parte della popolazione brasiliana. Nel 1850 fu approvata la Lei de Terras, la prima legge che regolamentasse la proprietà privata in Brasile, assicurando anche agli indigeni il diritto al territorio e riaffermando l'antico indigenato, ma altre leggi consegnavano la proprietà delle terre tradizionali a altri coloni bianchi nel caso in cui fossero state classificate come abbandonate per semplice dichiarazione personale degli interessati alla proprietà. Questo fu usato come pretesto per l'espulsione di intere comunità per appropriazione fraudolenta delle loro terre: il fenomeno del cosiddetto "grilagem". Oltre a questo, nei progetti imperiali di colonizzazione di nuove aree attraverso le concessioni a stranieri, come gli italiani e i tedeschi, molte volte le compagnie responsabili per l'amministrazione di queste imprese si avvalsero di uomini armati contratti specificamente per "pulire" dagli indigeni le aree destinate alla nuova occupazione.
In occasione dell'inaugurazione del periodo della Repubblica, i positivisti si mostrarono molto interessati ai popoli indigeni, vedendoli come le vere nazionalità con diritto all'autodeterminazione. Ma nonostante in quell'epoca si facesse sentire l'influenza del Positivismo in quell'epoca sulla politica nazionale, nella prima Costituzione delle Repubblica, del 1891, nuovamente gli indigeni non furono citati, né i loro diritti territoriali furono riconosciuti, anche se alcune costituzioni statali concedessero loro alcuni diritti fondiari. Sulla base della stessa carta costituzionale, le terre devolute, fino a allora sottomesse direttamente all'Unione, furono consegnate agli stati. Dato che molti territori indigeni si trovavano in queste categoria, si gettarono le basi per un'ulteriore espansione del "grilagem", incluso nelle zone lungo la frontiera, ovvero in aree escluse dalle riorganizzazioni originali delle terre devolute per questioni di sicurezza nazionale. Il governo federale procedeva alla demarcazione delle terre indigene solo dopo essersi consultato con i governi statali e municipali, aggravando la politica di confinamento. Senza condizioni di sopravvivere nelle loro piccole riserve, molti indigeni si videro obbligati a abbandonarle per cercare una forma di sostentamento presso i bianchi, come operai delle costruzioni o nell'agricoltura: una manodopera dequalificata e economica che poteva essere maltrattata e licenziata in qualsiasi momento, senza protezioni sociali né garanzie.
All'inizio del secolo XX c'erano ancora personaggi influenti, come il direttore del Museo Paulista, Herman von Ihering, che difendevano il punto di vista secondo il quale gli indigeni che non volessero sottostare alla civilizzazione dovevano essere sterminati. Ma nel 1907, per la prima volta, il Brasile fu denunciato in un contesto internazionale per via del massacro dei suoi indigeni. Questo fu uno dei fattori che portò il governo, nel 1910, a creare il Serviço de Proteção ao Índio (Servizio di protezione dell'indigeno), diretto inizialmente dal maresciallo Cândido Rondon, che era discendente di indigeni, rimase sensibile alla causa indigenista e continuò a esser simpatetico alla causa e a difendere i loro diritti e la loro dignità. Per lui, "gli indigeni non devono essere trattati come fossero una proprietà dello stato dentro i cui limiti si trova il loro territorio, ma bensì come nazioni autonome con le quali desideriamo stabilire relazioni amichevoli". Il Servizio ha anche garantito la proprietà di alcune terre tradizionali a loro primi occupanti e li protesse contro le invasioni, così come in qualche circostanza riconobbe l'importanza delle loro culture originali e delle istituzioni. Nel frattempo, la promulgazione del Codice civile nel 1916 consacrò ancora una volta gli indigeni come persone incapaci, sottomettendoli al regime della tutela, che sarebbe cessato solo nel momento in cui si fossero integrati alla civilizzazione. Negli anni seguenti, le attività del Servizio, malgrado impedissero molti massacri che all'epoca sembravano imminenti, in pratica erano dirette più verso la pacificazione degli indigeni ancora non contattati, a acculturarli e a trasformarli in piccoli produttori rurali.
Correggendo l'omissione della Costituzione del 1891, la Costituzione del 1934 e tutte le seguenti revisioni riconobbero il diritto degli indigeni alla proprietà della terra dove abitano tradizionalmente. A partire dagli anni quaranta, l'interesse per gli indigeni divenne maggiore tra gli antropologi, i sociologi, gli etnologi, gli storici, gli ambientalisti e i filosofi e figure come Darcy Ribeiro e i fratelli Villas Boas fecero molto per dare maggiore visibilità e propugnare un maggiore rispetto verso questi, denunciando la condizione di oppressione e abbandono e mettendo in risalto la ricchezza e l'originalità delle loro culture. A questo punto, tuttavia, la popolazione totale degli indigeni era scesa a circa 120.000 individui e continuava a diminuire. Nel 1961 fu istituito il Parco nazionale dello Xingu, una vasta area di conservazione della natura dove vivevano molti popoli nativi, che infranse il paradigma anteriore sulla base della premessa che ogni popolo avesse il diritto di preservare la propria cultura, integrità e autenticità, difesi dalla civilizzazione occidentale, e nell'ambiente naturale che era loro necessario perché queste tradizioni si preservassero in forma continua.
Durante il regime militare (1964-1984), altri strumenti si sommarono per rafforzare la protezione, come l'emendamento costituzionale 1/69, che formalizzò le terre indigene come un patrimonio dell'Unione, allontanando alcune delle minacce più prossime. In più, riconobbe agli indigeni il diritto all'usufrutto esclusivo delle risorse naturali esistenti nelle loro terree, il loro diritto di rappresentanza in giudizio e dichiarò la nullità degli atti pubblici che minacciassero la proprietà della terra da parte degli indigeni, rendendo nulli gli argomenti sul supposto diritto acquisito da altri. Queste misure scatenarono una grande controversia, essendo considerate una minaccia alla proprietà privata, in un periodo in cui il Servizio di protezione dell'Indigeno a stento riusciva a essere efficace per le sue funzioni e era oggetto di innumerevoli denunce di irregolarità, omissioni e corruzione. Il Servizio finì per essere estinto nel 1967 e fu sostituito dalla Fundação Nacional do Índio (Funai): la Fondazione nazionale dell'indigeno. Tentando contenere le critiche, il governo promise dedicare maggiore attenzione ai popoli nativi e si impegnò a preparare una bozza di Estatuto do Índio
D'altra parte, i militari misero gli occhi sull'Amazzonia e manifestarono propositi di sviluppo. Fino a questo momento praticamente intatta, l'Amazzonia cominciò a essere considerata un elemento importante per l'integrazione brasiliana, alla luce della strategia di sicurezza alimentare nazionale. Molti villaggi furono rimossi per fare posto a progetti di colonizzazione, selvicoltura e agro-zootecnici, o per la costruzione di infrastrutture come strade, elettrodotti, dighe e molti privati, al di là del proprio Stato, furono autorizzati a sfruttare in grande scala le risorse naturali delle terre indigene. Nel mezzo di questa agitazione, molti popoli fino ad allora isolati entrarono in contatto con popolazioni strane, dando origine a conflitti e soprattutto alla diffusione di nuove epidemie, che decimarono l'esercito. Sotto tanta pressione, cominciò a rafforzarsi il movimento per la presa di coscienza politica dei popoli indigeni, che all'epoca cominciavano cercare un riconoscimento, rispetto e presa di coscienza, organizzandosi in associazioni e iniziative spontanee e entrando in contatto con i movimenti sindacali, i quilombolas, le leghe contadine e i sem-terra, che appoggiavano rivendicazioni simili.

### L'Estatuto do Índio
L'Estatuto do Índio (Legge 6.001) entrò in vigore nel 1973 ed è in vigore ancora oggi perché, malgrado sia stato pesantemente messo in discussione e di essere in conflitto con l'ultima Costituzione e di essere stato presentato un progetto di legge che intende modificarlo, la riforma non è mai stata votata. L'Estatuto ha definito la condizione giuridica degli indigeni e delle loro comunità, "con il proposito di preservare la loro cultura e integrarli progressivamente e armoniosamente alla comunità nazionale", considerandoli integrati "quando incorporati nella collettività nazionale e riconosciuti nel pieno esercizio dei diritti civili, pur conservando gli usi, costumi e tradizioni peculiari della loro cultura"
La legge divide le terre in tre categorie:
* Terre occupate tradizionalmente;
* Terre riservate;
* Terre di dominio degli indigeni.
Le terre occupate tradizionalmente (áreas indígenas) erano giàò definite delle Costituzioni del 1967 e 1969. Le Terre riservate sono terre destinate dall'Unione per l'usufrutto degli indigeni, non necessariamente terre di occupazione tradizionale. Questo garantisce al proprietario delle terre un'indennizzazione in caso di esproprio. Le Terre di dominio degli indigeni sono quelle acquisite per mezzo di compravendita o usucapione
Sempre secondo l'Estatuto, le aree riservate possono avere diverse caratteristiche:
- Riserva Indigena, con le caratteristiche descritte più in alto.
- Colonia Agricola Indigena, che presenta una occupazione mista tra popoli indigeni acculturati e non-indigeni. Lo spirito era quello di conciliare i conflitti tra le rivendicazioni dell'area indigena con gli interessi dei non.indigeni che occupassero di fatto l'area indigena.
- Territorio Federale Indigeno, che costituirebbe un'unità amministrativa subordinata direttamente all'Unione nella quale per lo meno la terza parte della popolazione deve essere composta da indigeni. Questa modalità non è mai stata applicata.
- Parco Indigeno, ispirato nella creazione del Parco nazionale dello Xingu, sarebbe un'"area contenuta all'interna di terra di proprietà degli indigeni”, associata alla preservazione ambientale.

L'Estatuto ha anche dichiarato nulli e estinti gli effetti giuridici "degli atti di qualunque natura che abbiano come oggetto la proprietà, l'uso o l'occupazione delle terre abitate dagli indigeni o dalle comunità indigene", ma ha riservato allo Stato brasiliano il diritto di intervenire in queste terre nei casi previsti, come per esempio "per esigenze di sicurezza nazionale", "per la realizzazione di opere pubbliche di interesse per lo sviluppo nazionale", o "per lo sfruttamento delle ricchezze del sottosuolo di rilevanza nazionale per la sicurezza e lo sviluppo nazionale". L'interpretazione di ciò che vada considerato esattamente come "sicurezza nazionale" e "interesse rilevante", e in quali circostanze questi concetti debbano essere applicati correttamente, è stato oggetto di molte controversie dal momento della promulgazione della legge. Secondo l'analisi fatta da Luciana Alves de Lima,
"In una forma che non ha precedenti, gli indigeni cominciarono a essere protetti da una legge specifica. Ma, anche se questa legge citi il mantenimento della cultura indigena come una delle premesse costitutive, questa dà maggiore enfasi all'integrazione degli indigeni alla comunità nazionale. L'Estatuto do Índio, nel suo articolo 4º, classifica gli indigeni in isolati, in via di integrazione e integrati. Gli isolati sono quelli che non hanno avuti contatti e che hanno avuto pochi contatti. Gli indigeni in via di integrazione sono quelli che vivono 'in contatto intermittente o continuativo con gruppi estranei, conservano una parte più o meno grande delle condizioni di vita native, ma accettano alcune pratiche e modi di esistenza comuni agli altri settori della comunità nazionale, dalla quale vanno dipendendo sempre più per il loro sostentamento'. Gi interati sono quelli che sono incorporati alla comunità nazionale e riconosciuti nel pieno esercizio dei loro diritti civili, pur conservando usi, costumi e tradizioni caratteristici della loro cultura'. Questa legge, con i suoi 68 articoli, regolamenta anche la questione fondiaria, il patrimonio culturale, l'educazione bilingue, l'assistenza alla salute, le norme penali così come i beni e la rendita del patrimonio indigeno".
L'applicazione dell'Estatuto, tuttavia, a dispetto dei progressi significativi che ha introdotto, e anche a causa di questi, si è rivelata estremamente complessa e improduttiva, si è bloccata in un'enorme ragnatela burocratica, e nel 1988 è stata approvata una norma superiore che, passando a riconoscere il multiculturalismo, entra in conflitto con alcuni dei suoi concetti base: una nuova Costituzione. Questa a sua volta affronta gli stessi problemi dell'Estatuto per la propria messa in opera per ciò che concerneva gli indigeni.

### La Costituzione del 1988 e altri dispositivi

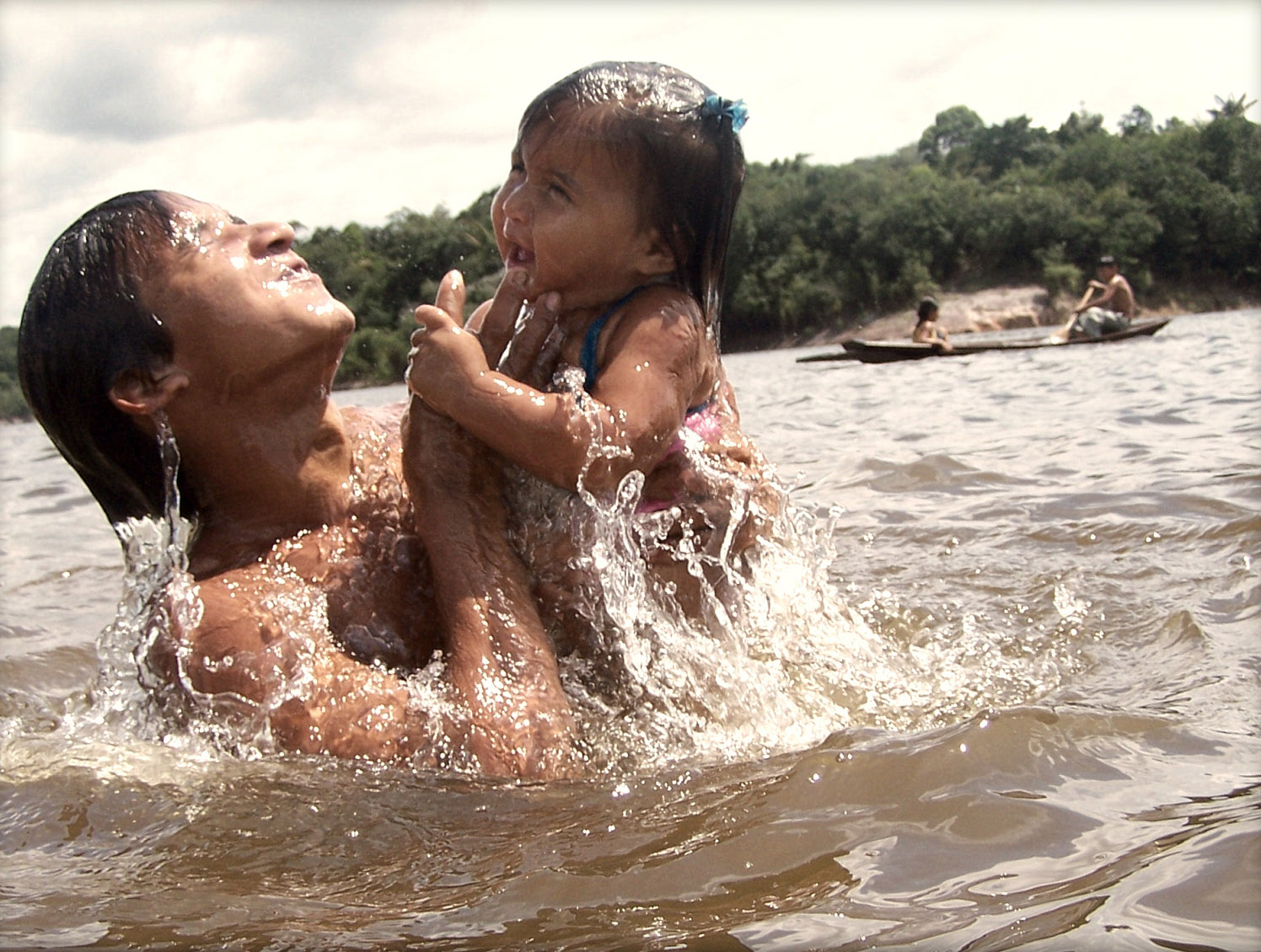
Indigeni Baré nel loro ambiente naturale, a Nova Esperança (Paraná).

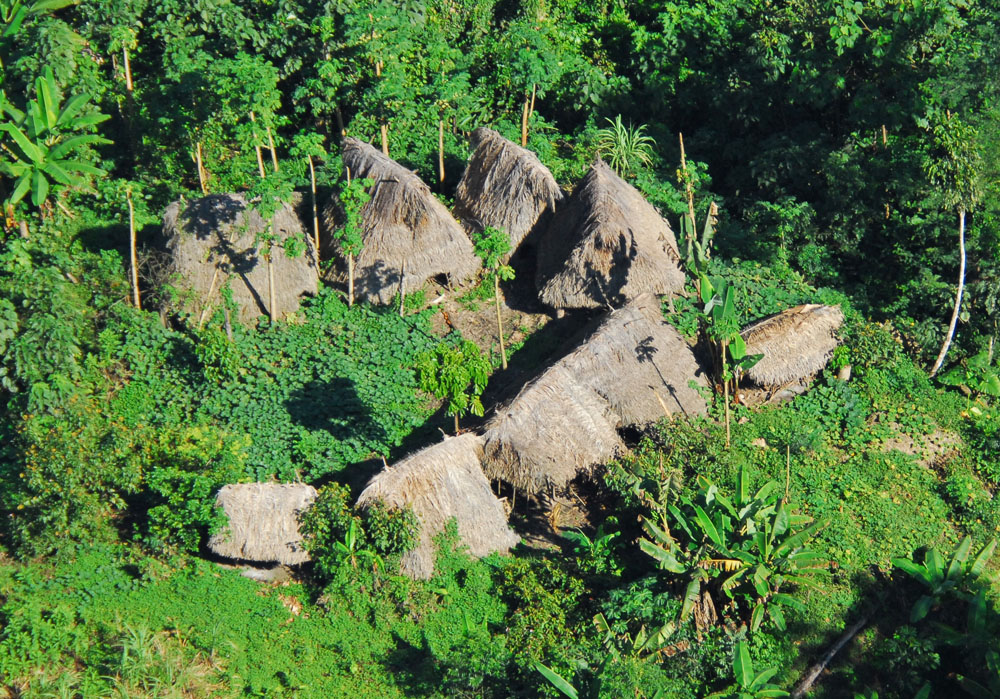
Villaggio di indigeni isolati, senza contatto con la civilizzazione occidentale, nello stato di Acre.

Oltre a dichiarare, nell'articolo 5º che "tutti sono uguali davanti alla legge, senza distinzione di qualunque natura", la Costituzione del 1988 ha consacrato (per la terza volta) l'antico indigenato, il principio secondo il quale gli indigeni sono i primi e naturali signori della terra. Questa è la fonte primaria e congenita del loro diritto che è anteriore a qualunque altro. Di conseguenza, il diritto degli indigeni alla loro terra non dipende da un riconoscimento formale. Questo diritto fu ristabilito perché l'Assemblea Costituente, rompendo con il criterio anteriore di percepire le culture indigene come naturalmente destinate a essere diluite e omogeneizzate nella cultura brasiliana, ha riconosciuto tanto il loro valore intrinseco, come la funzione basica della terra tradizionale per mantenere l'integrità di queste culture, esprimendo questo riconoscimento nel dettato della legge, al capitolo VIII, "Degli indigeni": "Sono terre tradizionalmente occupate dagli indigeni quelle che da loro sono state abitate permanentemente, quelle utilizzate per le loro attività produttive, quelle imprescindibili per la preservazione delle risorse ambientali necessarie al loro benessere, alla loro riproduzione fisica e culturale, secondo i loro usi, costumi e tradizioni", annullando allo stesso tempo qualunque altro atto che abbia come oggetto l'occupazione, la proprietà o l'uso di queste terre, ma con l'eccezione dei casi di "rilevante interesse pubblico dell'Unione"".
La Costituzione ha previsto inoltre il diritto degli indigeni, individualmente o delle loro comunità e organizzazione, de farsi rappresentare in giudizio a difesa dei propri diritti e interessi, spettando al Ministério Público l'intermediazione in tutti i processi. Con l'approvazione del nuovo Codice civile del 2002, gli indigeni sono stati rimossi dalla posizione di tutelati, garantendo loro maggiore autonomia giuridica, oggetto di una regolamentazione speciale. Per il momento comunque, questa regolamentazione non ha fatto progressi. Anche se gli indigeni mantengono l'"usufrutto esclusivo delle ricchezze del suolo, dei fiumi e dei laghi" esistenti nelle loro terre, questi costituiscono parte del patrimonio dell'Unione, e spetta al Congresso autorizzare lo sfruttamento di queste risorse da parte di altri, secondo una regolamentazione accessoria e dopo aver ascoltato le comunità coinvolte, a cui è garantita la partecipazione nel risultato dello sfruttamento.
La Costituzione determina che in un tempo massimo di cinque anni siano demarcate le terre indigene. Ciononostante, questo non è successo, e queste si trovano in uno stato giuridico differente. Secondo il parere di vari giuristi autorevoli, tra cui membri del Tribunale Supremo Federale, la Costituzione non ha valore retroattivo, rendendo nulle le rivendicazioni sulle terre di dominio che non fossero effettivamente occupate dagli indigeni al momento della promulgazione della Legge. Questa visione, così come le divergenze su numerosi altri aspetti, hanno reso molto complicata la consegna del titolo di uso definitivo della propria terra tradizionale agli indigeni. Per altro verso, la Costituzione ha dedicato un intero capitolo all'ambiente, che avrebbe importanti ripercussioni per la questione delle terre indigene, che passano a essere inquadrate anche come tesori della biodiversità e fonti permanenti di servizi ambientali inestimabili per tutte le persone  Diversi altri dispositivi legali, in anni recenti, hanno contemplato gli interessi indigeni in aree come la salute, l'ambiente l'educazione, l'assistenza sociale, il patrimonio archeologico e immateriale, l'appoggio alla produzione e la regolarizzazione fondiaria.

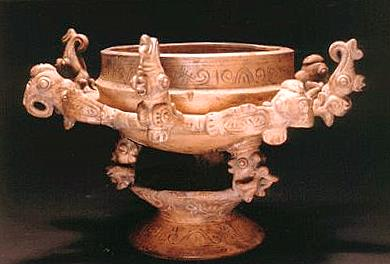
Esemplar della sofisticata ceramica della Cultura Santarém, pre-cabralina. Museu Paraense Emílio Goeldi.

In questo limbo, la situazione drammatica dei popoli indigeni in tutto il mondo è stata dibattuta in forum internazionali, creando organismi e commissioni per affrontare le questioni e ipotizzare delle soluzioni. Iniziative di grande impatto, come quelle sviluppate dalle Nazioni Unite e i suoi affiliati, come l'Organizzazione Internazionale del Lavoro e l'UNESCO, hanno trovato spazio in convenzioni internazionali e criteri di regolamentazione delle relazioni tra civilizzati e indigeni, cercando di assicurare i diritti di entrambe le parti in mutua armonia, ma proteggendo gli indigeni particolarmente per la loro condizione di vulnerabilità e storicamente oppressa. La Convenzione nº 169 adottata nella 76ª Conferenza internazionale del Lavoro e ratificata dal Congresso brasiliano il 20 giugno 2002, ha garantito agli indigeni diritti specifici in relazione alla protezione delle proprie culture, difendendo il multiculturalismo. La Dichiarazione delle Nazioni Unite sui Diritti dei popoli Indigeni, del 2007, è un altro punto di riferimento di grande importanza, reiterando i diritti degli indigeni a una vita autonoma, sicura e piena, enfatizzando la necessità di un "consenso previo, libero e informato" nel caso in cui le loro terre siano utilizzate da qualcun altro, oltre a riconoscere la validità delle istituzioni informali indigene che reggono la vita delle comunità internamente, così come il diritto alla proprietà intellettuale. Il documento ha anche dato rilievo alla triste storia della persecuzione, oppressione e sterminio di questi popoli, alla loro importanza per la conservazione della natura, raccomandando la comprensione e le buone relazioni tra i popoli indigeni e gli altri settori della società . L'UNESCO, a sua volta, al di là di altre misure, ha approvato nel 2005 la Convenzione sulla Protezione e promozione della Diversità delle Espressioni Culturali, includendo nel suo campo di interesse le culture indigene, e ha istituito la Giornata internazionale dei Popoli indigeni del mondo, cercando di attirare l'attenzione di tutti sulla questione.

### Organizzazione del movimento indigeno e sintesi dello scenario attuale

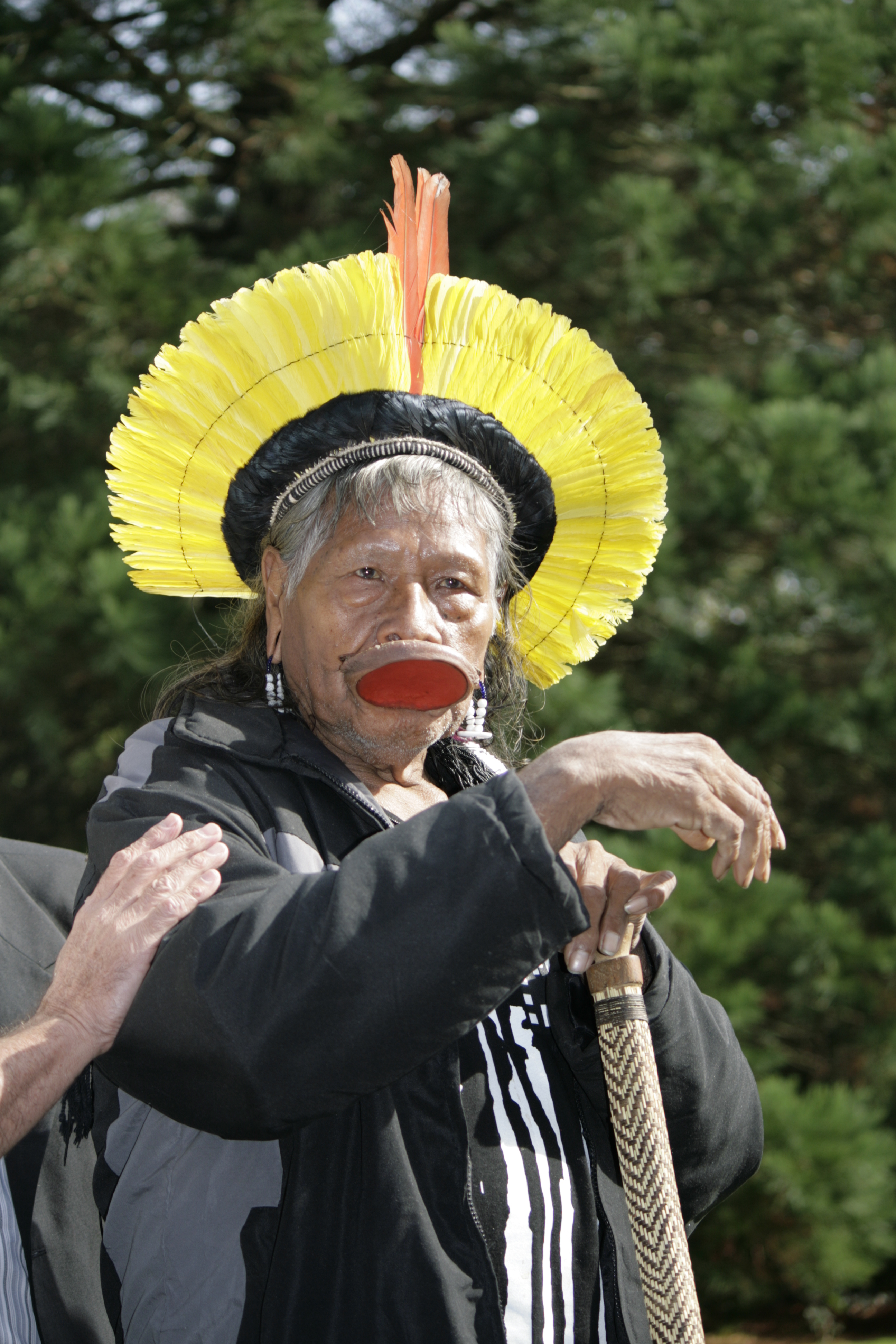
Il capo Raoni, una delle figure di guida più importanti degli indigeni del Brasile.

Nel frattempo, la presa di coscienza e la capacità organizzativa degli indigeni brasiliani si rafforzava e cerca a una maggiore libertà in relazione alla posizione del governo, percepita come paternalista e assistenzialista, e considerata forse più nociva che benefica. Alcuni dirigenti come Marçal de Souza, Ailton Krenak, Mário Juruna, Marcos Terena e Raoni, cominciano a mettersi in luce a livello nazionale e internazionale, e aprivano canali di comunicazione con altri movimenti sociali, ma si trovavano ancora in posizione abbastanza disorganizzata tra di loro. Per risolvere questo problema, durante l'Accampamento Terra Livre del 2005, fu creata la Articulação dos Povos Indígenas do Brasil (APIB), aggregando una serie di associazioni regionali, cercando di unificare la lista di rivendicazioni e la politica del movimento indigenista. La APIB conquistò una credibilità e rappresentatività e si è resa famosa per le sue posizioni in difesa dei diritti indigeni del paese. Una delle sue azioni più note fu la partecipazione al Vertice di popoli, realizzato a Rio de Janeiro nel 2012, parallelamente alla Conferenza delle Nazioni Unite sullo Sviluppo sostenibile. Secondo il politologo Bruno Lima Rocha, la APIB "eleva lo status di questa lotta, dal momento che generando auto-rappresentatività, va oltre la condizione di tutela e di delega indiretta attraverso le istituzioni come il Conselho Indigenista Missionário e le contraddizioni permanenti della Fondazione Nazionale dell'Indigeno (Fundação Nacional do Índio)".
Chiese, accademici, ONG e altri attori sociali negli ultimi decenni hanno dedicato attenzione agli indigeni brasiliani, e hanno dato loro un significativo aiuto in molte rivendicazioni relative alla questione delle terre. Nel 2006, a seguito di molte pressioni, il governo approvò la creazione della Commissione nazionale di Politica indigenista, subordinandola alla FUNAI, con l'intenzione di "appoggiare la creazione di relazioni intersettoriali del governo e offrire una maggiore partecipazione e controllo sociale indigeno sulle azioni governative".
In quel periodo, come sarà dettagliato più avanti, anche se con tutto questo quadro giuridico, istituzionale e morale di protezione, la sida continua a sembrare ungi dall'essere risolta, e l'appoggio effettivo che gli indigeni ricevono dalla società nel suo complesso è stato insufficiente per garantire i diritti che sono loro riconosciuti dalla legge, moltiplicandosi invece gli abusi. La presa di posizione del Conselho Indigenista Missionario, rispettata organizzazione cattolica di difesa della causa indigenista, affiliata alla Conferenza Episcopale Brasiliana, esprime sinteticamente le principali critiche:
"Lo sterminio dei popoli indigeni continua attraverso il confinamento dei popoli e delle comunità in aree insufficienti, la morosità del governo nell'affrontare i procedimenti di demarcazione delle terre, la scarsa attenzione alle questioni di salute e educazione, l'omissione del potere pubblico di fronte alle aggressioni quotidiane, l'invasione delle terre da parte dei tagliatori di legna, degli occupanti abusivi, delle grandi imprese agricole, delle violenze sistematiche praticate contro gli indigeni. Queste minacce contro la vita di questi popoli non sono per questo minori di quelle che abbiamo già testimoniato in altri periodi della nostra storia"

## Demarcazione

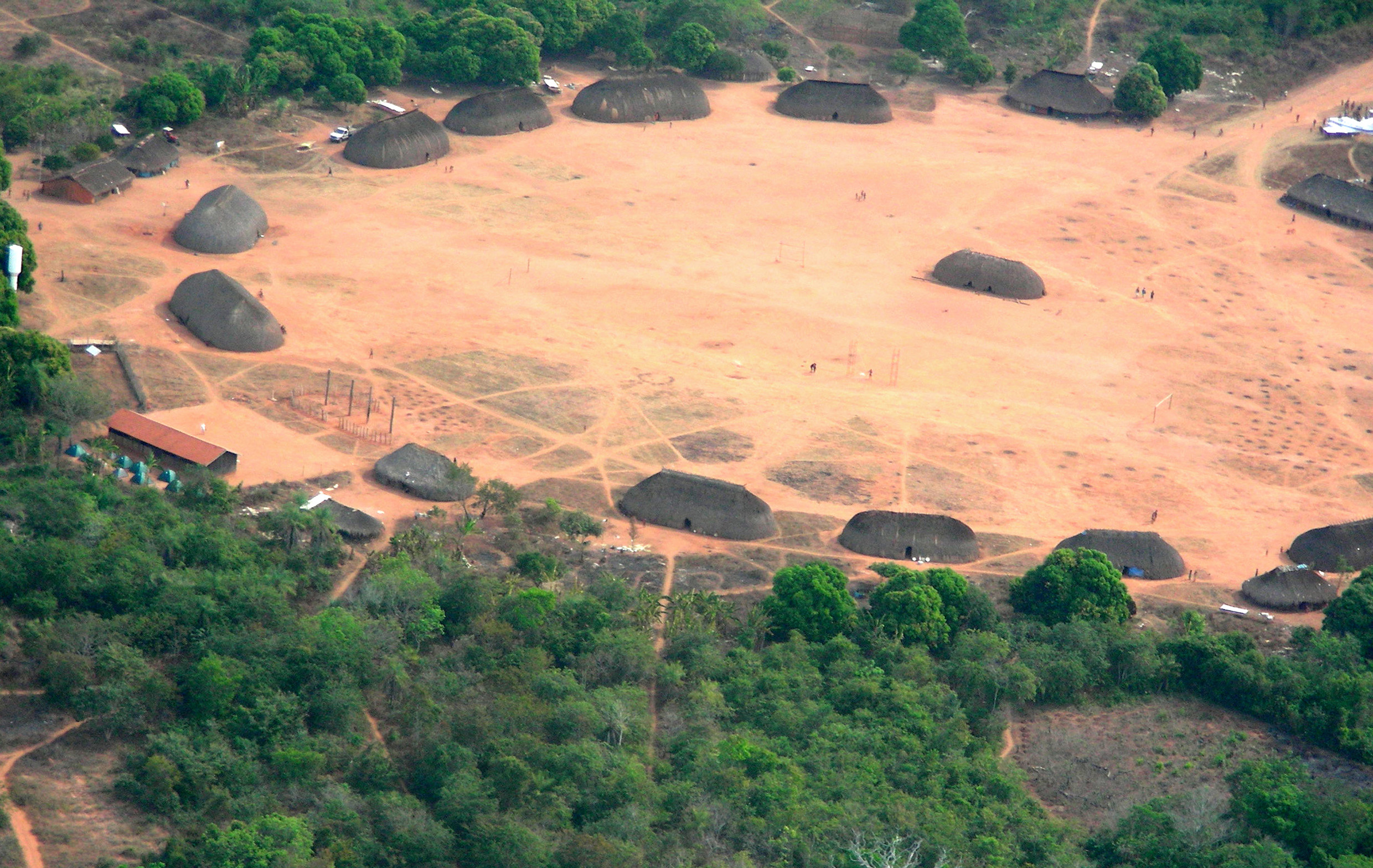
Villaggio indigeno nel Parco dello Xingu.

L'uso della terra è la maggiore rivendicazione degli indigeni brasiliani. L'obiettivo della demarcazione è di garantire materialmente il diritto indigeno alla terra. La demarcazione stabilisce l'estensione dell'area di usufrutto da parte degli indigeni e deve assicurare la protezione dei confini, impedendo l'occupazione da parte dei non-indigeni. La demarcazione obbedisce a un processo sistematico, secondo l'articolo 19 dell'Estatuto do Índio e regolato dal potere esecutivo. Attualmente il processo è definito dal Decreto 1.775 del gennaio 1996, che prevede le seguenti tappe:
- Studi di identificazione

È fatto uno studio antropologico da parte di un antropologo riconosciuto dalla Funai al fine di riconoscere la terra indigena per un periodo determinato. In seguito, un gruppo tecnico specializzato, coordinato da un antropologo e composto preferibilmente da tecnici della Funai, realizza gli studi complementari. Questo gruppo realizza analisi sociologiche, giuridiche, cartografiche, ambientali e un inventario fondiario per definire i limiti della terra indigena. Il rapporto deve essere consegnato alla Funai e contenere tutti i punti elencati nella Portaria nº 14, del 09/01/96.
- Approvazione della Funai

Il rapporto a questo punto è inviato all'esame della Funai, il riassunto viene pubblicato entro quindici giorni sul Diário Oficial da União e nella gazzetta ufficiale dello Stato dove si trovano le terre. Il riassunto deve anche essere affisso nel municipio locale.
- Contestazioni

Tutti gli interessati possono contestare il riconoscimento della terra indigena, dall'inizio del processo fino a 90 giorni dopo la pubblicazione del riassunto sul Diário Oficial. A questo scopo, dirigono alla Funai le proprie ragioni e le prove pertinenti. Le contestazioni possono riguardare vizi nel rapporto nel definire gli indennizzi. Dopo la conclusione del periodo in cui depositare le contestazioni, la Funai ha 60 giorni di tempo per elaborare un parere sulle contestazioni stesse e trasmettere tutto al Ministero di Giustizia.
- Delimitazione

Il ministro della Giustizia avrà a disposizione 30 giorni per proporre una risoluzione che può essere: una dichiarazione dei limiti dell'area e deliberare la sua demarcazione fisica; prescrivere delle operazioni aggiuntive di perfezionamento da concludere in 90 giorni, o respingere l'identificazione, pubblicando una decisione giustificata sulla base del 1º paragrafo dell'articolo 231 della Costituzione.
- Demarcazione fisica

Nel caso in cui sia stato stabilito il limite dell'area, spetta alla Funai la demarcazione fisica. Spetta invece all'INCRA il riassestamento della popolazione non-indigena che possa trovarsi all'interno dell'area.
- Omologazione

Spetta al Presidente della Repubblica l'omologazione della terra indigena.
- Registrazione

Dopo l'omologazione, la registrazione delle terre deve essere fatta entro 30 giorni presso il catasto delle proprietà della comarca dove si trovano le terre e presso il Servizio del Patrimonio dell'Unione.
Al termine di questo impegnativo processo, le terre devono attraversare un'altra serie di regolarizzazioni per correggere problemi esistenti, come la presenza di coltivatori abusivi o sfruttamenti illegali delle risorse naturali. Altre azioni sono ancora necessarie per assicurare agli indigeni la preservazione della propria cultura, la propria identità e la piena cittadinanza dei propri membri

## Area e popolazione

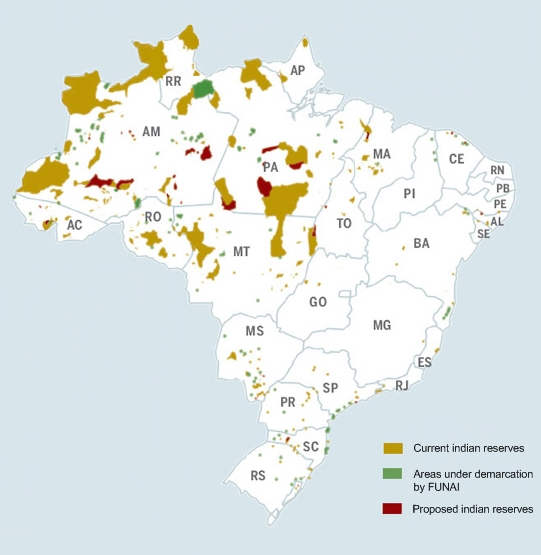
Carta dei territori indigeni brasiliani che riporta i dati del 2008. In arancione, le terre demarcate; in verde le terre in fase di demarcazione e in rosso quelle proposte più recentemente.

L'area totale è in continuo cambiamento, molte terre sono in fase di contestazione giudiziaria altre ancora nella fase di identificazione e delimitazione. Nel 2006 le terre totalizzavano 125.545.870 ettari. Nel 2009 c'erano 611 aree che occupavano 105.672.003 ha, divise tra terre delimitate (33; 1,66%), dichiarate (30; 7,67%), omologate (27; 3,40%) e regolarizzate (398; 87,27%), includendo 123 terre in studio, con un'area ancora maggiore da investigare e definire. Secondo la Funai, nel 2010 ci sarebbero state 688 terre indigene e alcuni insediamenti urbani. Esistono anche riferimenti a 82 gruppi isolati, dei quali 32 sono stati confermati. Esistono gruppi che stanno richiedendo il riconoscimento della propria condizione di indigeni per garantirsi l'utilizzo delle terre. Nell'Amazzonia Legale si trova il 98% delle terre indigene del paese, divise in più di 400 aree, che occupano circa il 21% dell'Amazzonia. Il resto è distribuito nelle restanti regioni.
Il censimento della popolazione in Brasile, al punto sull'etnia, dipende dall'autodichiarazione delle persone. Il censimento fatto dall'IBGE nel 2010 ha registrato un totale di 817.963 persone che si identificavano come indigeni, di cui 315.180 vivono in zone urbane e 502.783 in zone rurali Dei 5.565 municipi brasiliani, solo 1.085 nono anno alcuna popolazione che si sia dichiarata indigena. Tuttavia, i numeri possono essere ingannevoli. Secondo l'Istituto Socioambientale, nei test-pilota conclusi in occasione dell'ultimo censimento furono registrati casi di indigeni che sembra non abbiano compreso bene le domande e si identificarono come "mulatti" o "gialli". Sono divisi in 230 popoli, rappresentando circa lo 0,47% della popolazione totale del paese. Il predominio è nella regione nord del paese, con 76,55% della popolazione che discende da un'etnia indigena. Con una popolazione iniziale nel secolo XVI che era stimata tra i due e i 5 milioni di persone, oggi la popolazione indigena è tornata a crescere, dopo un declino costante fino agli anni ottanta, anche se alcune etnie non seguono la stessa tendenza e si stiano avvicinando all'estinzione. Sette popoli, al momento della raccolta dei dati, avevano meno di 40 membri. Storicamente poi, molti si sono già estinti.

## Conflitti e controversie

### Politiche pubbliche
Il governo brasiliano, stando alle intenzioni dichiarate, sviluppa una serie di progetti che hanno l'obiettivo di garantire agli indigeni ii diritti previsti dalle leggi. Vari ministeri sono coinvolti in queste azioni, come quello della Giustizia e quello dell'Ambiente, mentre la Funai è l'organo supervisore per l'applicazione delle politiche pubbliche a favore degli indigeni, con la consulenza di altre istituzioni e la partecipazione della società civile La sua disponibilità di bilancio è passata dai 00 milioni di reais ne 200, a 423,1 milioni nel 2010. Sono stati contrattati molti nuovi funzionari, i loro salari sono aumentati, è stato riconosciuto il ruolo di "indigenista" e negli ultimi anni l'istituzione si va applicando a sempre più programmi di attività. Possono essere evidenziate, per esempio, la creazione della Commissione nazionale per la Politica indigenista, l'elaborazione dell'Agenda dei Popoli indigeni e dei territori della Cittadinanza indigena e il progetto per un nuovo Statuto dei popoli indigeni, oltre al fatto che sono state create decine di nuove riserve.

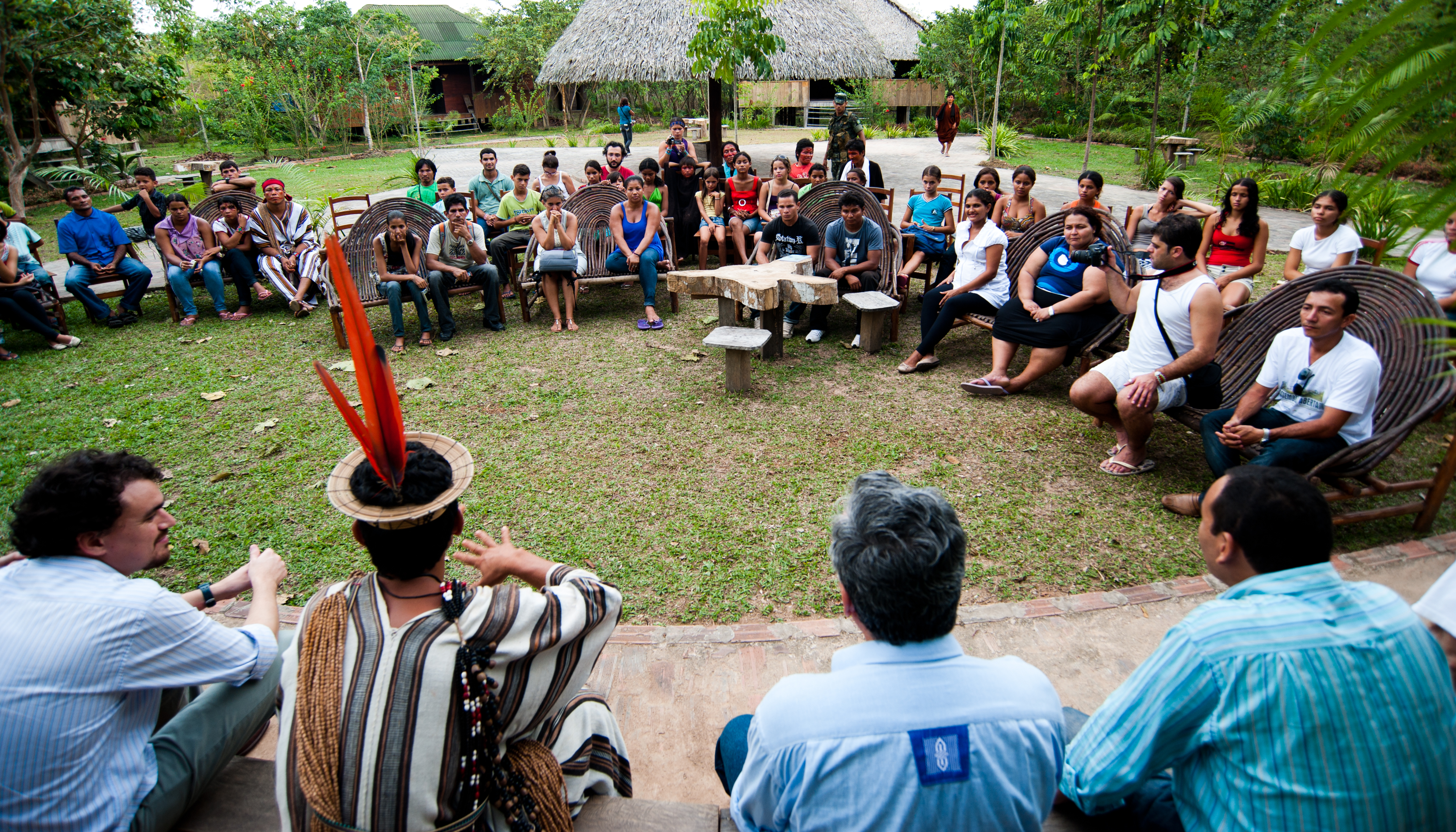
L'allora ministro da Cultura, Juca Ferreira, mentre partecipa a un incontro con i rappresentanti del governo dell'Acre e i capi indigeni nel 2010.

Merita anche rilevare la creazione della Politica nazionale di gestione ambientale e territoriale delle terre indigene, che ha l'obiettivo di creare "strategie integrate e partecipative con il fine dello sviluppo sostenibile e l'autonomia dei popoli indigeni" Sono coinvolti nella Politica, la formazione dei gerenti indigeni e non-indigeni perché lavorino in forma cooperativa, i piani di gestione sostenibile delle terre e la consulenza ai popoli durante la demarcazione e nei processi di concessione delle licenze ambientali, nel caso si tratti dello sfruttamento delle risorse. Nel 2013 fu creato il suo Comitato di Gestione, con la partecipazione del governo e delle comunità.
Il governo ha cercato il sostegno della società e della comunità internazionale per una migliore gestione della complessa questione indigenista, mettendo in pratica molti programmi che le sono funzionali, tra questi la protezione contro la violenza, la cooperazione internazionale, la regolarizzazione fondiaria, la divulgazione, la ricerca scientifica, la promozione della qualità della vita, l'assistenza medica, lo sviluppo di attività produttive, la protezione del patrimonio storico, archeologico e immateriale, la lotta alla miseria, l'educazione di base e la formazione tecnica.
Malgrado gli sforzi significativi degli ultimi decenni, che hanno segnato comunque un recupero della crescita demografica e un aumento della superficie di terre indigene, i programmi governativi più recenti stanno generando una grande controversia, così come la legislazione che è stata licenziata con lo scopo di voler regolamentare il dettato costituzionale riferito agli indigeni, complementando le lacune nel modo che si vedrà più avanti.

### Diritti umani e altre sfide giuridiche e istituzionali
La disponibilità delle terre tradizionali è fondamentale per i popoli indigeni. Sono considerate sacre, lì sono sepolti i loro antenati, in quelle terre si originano i loro miti, a loro si appoggia tutta la loro cultura, i loro modo di vita, tutti elementi identificativi di ogni singolo popolo. L'uguaglianza di ciascun popolo indigeno di fronte agli altri popoli, il suo diritto all'autodeterminazione e il suo diritto alla preservazione delle terre e delle cultura sono consacrati nella Dichiarazione delle nazioni Unite sui Diritti dei Popoli Indigeni, della quale il Brasile è firmatario.

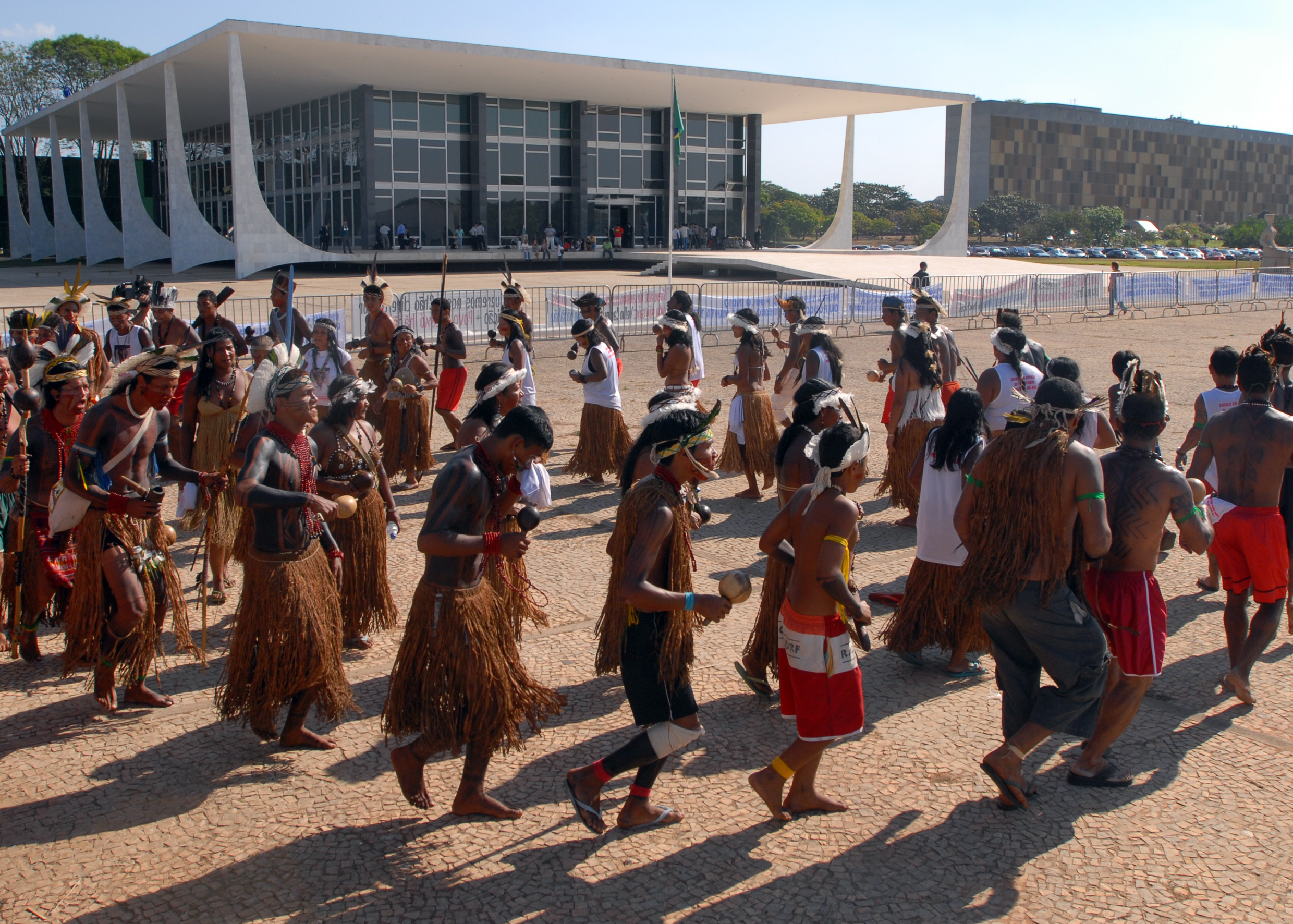
Indigeni Pataxó inscenano una protesta di fronte al Supremo Tribunale Federale, domandando la regolarizzazione delle proprie terre.

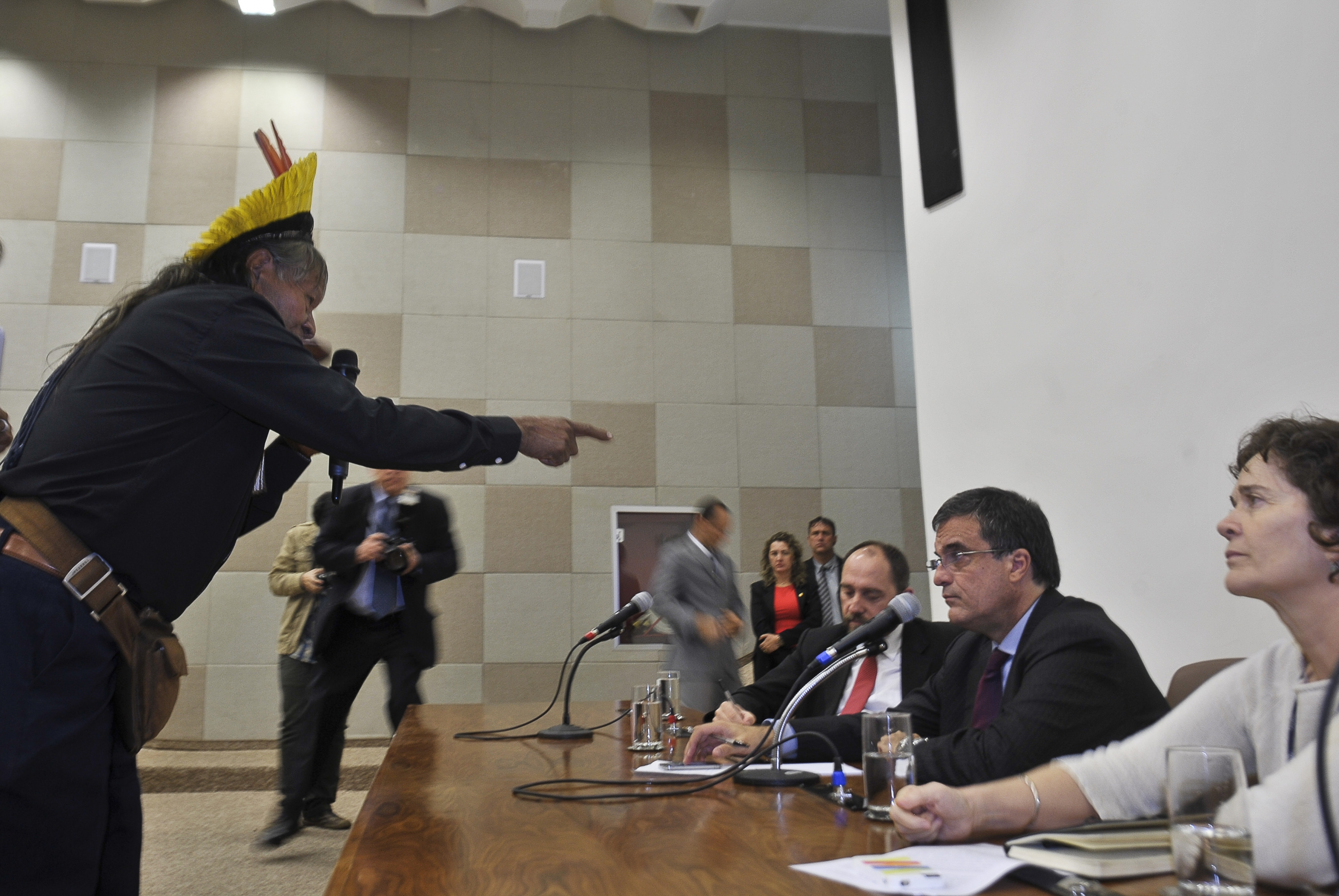
I dirigenti dell'APIB sono ricevuti dall'allora ministro della Giustizia, José Eduardo Cardozo, e altri funzionari governativi il 16 luglio 2012. Gli indigeni protestano con la Portaria 303, considerata una minaccia all'integrità delle terre indigene.

Ma a dispetto di questo e del dettato costituzionale, la demarcazione delle terre indigene brasiliane è un problema cronico di ampia ripercussione sociale. Secondo moltissime organizzazioni che rappresentano questi popoli, così come nella testa di altri simpatizzanti e autorità che occupano posti di prestigio nella scienza, nell'educazione, nella religione e in altri settori, la politica indigenista sviluppata dal governo negli anni recenti è ingiusta, indegna e scandalosa, attaccando e indebolendo sistematicamente i diritti degli indigeni nel Congresso e in altre istanze ufficiali, che avrebbero il dovere di garantire a questi il rispetto dei loro diritti costituzionali, riaffermando quindi ancora una volta il trattamento discriminatorio, negligente e sfruttatore che i popoli indigeni sono abituati a subire sin dai tempi della colonia.
Ma la resistenza agli interessi degli indigeni è grande tra molti altri settori della società, specialmente in quelli legati all'agro-business, le imprese e le industrie, che muovono grandi capitali e sono in grado di influenzare la politica. Tra le leggi che sono considerate una seria minaccia alla sopravvivenza e all'integrità culturale degli indigeni, c'è la Portaria 303/12, pubblicata sotto la pressione della bancada ruralista, cioè il gruppo di parlamentari che si riuniscono per fare sintesi degli interessi dei grandi produttori agricoli, e avente l'obiettivo di dare al governo la possibilità di autorizzare progetti nelle aree indigene senza consultazione preventiva, come reciterebbe la Costituzione, utilizzando la giustificazione che si tratti di progetti di interesse rilevante per l'Unione. Nel 2012, Maria Luiza Grabner, procuratrice-regionale della repubblica a São Paulo, ha affermato che i casi di irregolarità già si registravano in grande numero: "questa è una delle principali lamentele dei popoli indigeni. Le azioni si stanno susseguendo, i progetti di legge vengono approvati senza che esista una reale consultazione. Molte volte quello che succede e semplicemente una comunicazione, dando la pura informazione che il progetto sarà realizzato, senza che sia stato precostituito un accordo" Secondo la valutazione dell'antropologa Manuela Carneiro da Cunha, una delle più ascoltate studiose della questione indigena, "il governo mette all'asta i diritti degli indigeni", mettendo in marcia "un'offensiva senza precedenti nel Congresso contro gli indigeni.... la Presidente (Dilma Rousseff) sembra essere sempre più ostaggio del PMDB e dell'agro-business, che si è alleato agli evangelici. Questo blocco si oppone ferocemente alla demarcazione e alla espulsione degli invasori dalle terre indigene". E continua, dicendo":
"La legislazione coloniale e tute le costituzioni del Brasile hanno sempre riconosciuto i diritti degli indigeni alle proprie terre. Ma una cosa è il principio, un'altra la sua applicazione. Nella favola classica, il lupo trova giustificazioni una dietro l'altra per divorare l'agnello... Stiamo assistendo a un remake del Brasile passato, come se il secolo XX non fosse mai esistito. Siamo tornati a essere esportatori di commodities, siamo tornati a sfruttare ricchezze senza considerazione per i costi umani e ambientali. E siamo tornati anche alle consuetudini dei secoli XVI e XVII: si afferma un principio, ma si avallano eccezioni che lo fanno diventare innocuo. Questo è quello che sta succedendo con il progetto di legge 227/2012: definisce il rilevante interesse dell'Unione con tale ampiezza che le garanzie costituzionali degli indigeni diventano lettera morta"
Il Conselho Indigenista Missionário (CIMI) condivide la stessa opinione:
"Il governo Dilma ha approfondito il processo di ritirata dalla demarcazione delle terre indigene. Si tratta del governo che meno avanza nella demarcazione delle terre indigene dai tempi della dittatura militare.... La banca ruralista attacca i diritti dei popoli per mezzo di differenti strumenti nella Camera dei Deputati e nel Senato Federale. Ci sono più di un centinaio di proposte di legge contrarie ai diritti dei popoli che sono discussione nelle due camere del Congresso. Tra queste si distaccano le proposte di emendamento costituzionale (PEC) 215/2000, 038/1999 e 237/2013. I popoli indigeni sanno che i ruralisti vorrebbero fare con la PEC 215/2000, oggi, quello che hanno già fatto con il Código Florestal nel 2012: flessibilizzare i diritti dei popoli e avere in mano il potere per non demarcare le terre indigene del paese... Demarcazioni paralizzate dal governo federale e dai ruralisti all'attacco per impedire nuove demarcazioni, rivedere le demarcazioni già realizzate e sfruttare le terre demarcate. Questo è quello che i popoli indigeni osservano nella situazione congiunturale delle politica indigenista del Brasile. Contro questo attacco sincronizzato del Governo Federale e dell'agro-business i popoli reagiscono nella prospettiva che i loro diritti siano preservati e resi concreti. Una reazione, quindi, di legittima difesa della propria esistenza in quanto individui e popoli. Sarà così difficile per Dilma e il suo governo comprendere questo? ?"?

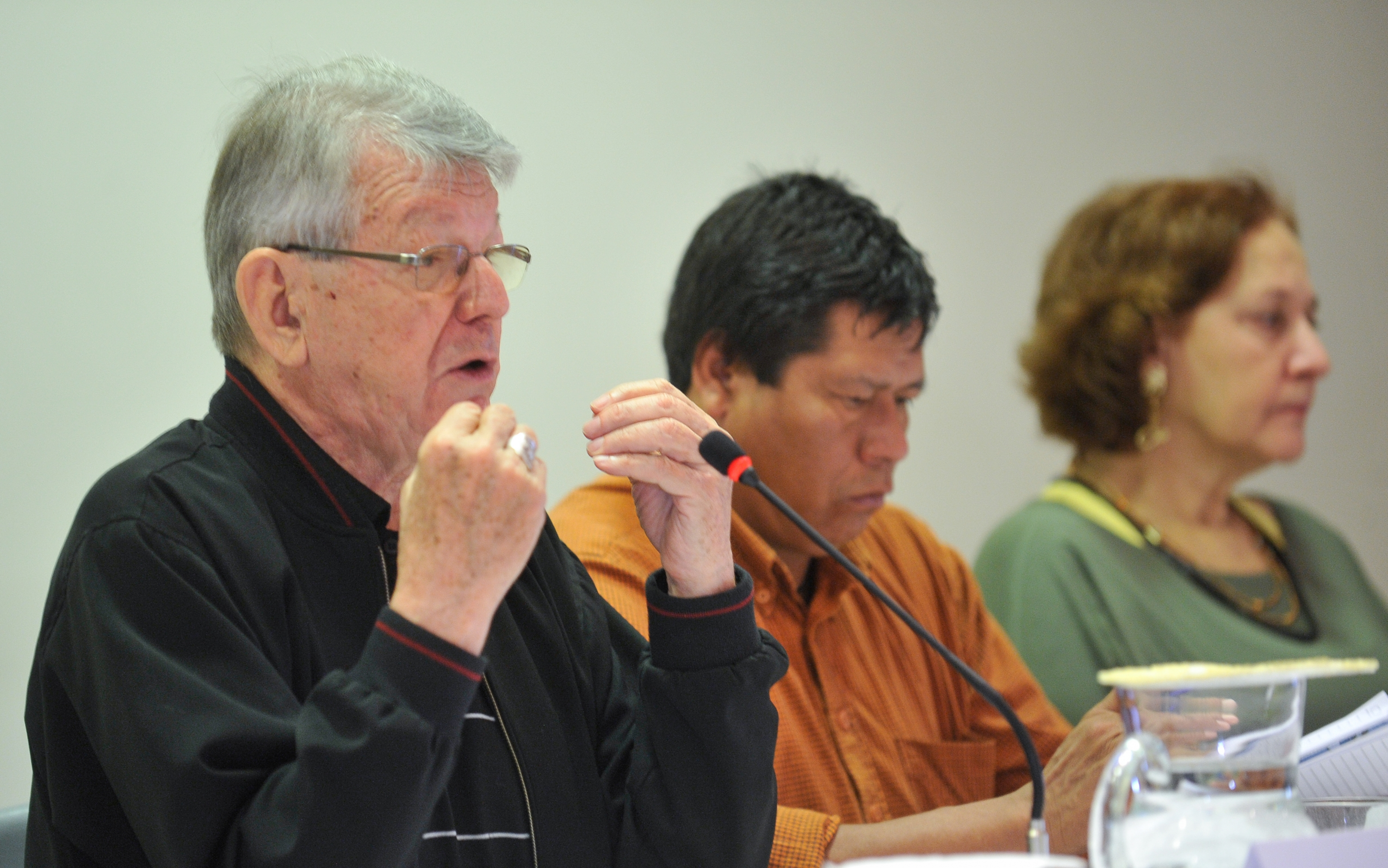
Rappresentanti del Consiglio Indigenista Missionario durante il lancio del rapporto Violência contra os Povos Indígenas 2012.

Il sistema giudiziario brasiliano non è stato perfettamente coerente nelle sue decisioni, oltre il fatto di prolungare le demarcazioni per decenni, complicando ancor di più la questione. La regolarizzazione delle terre Pataxó, per esempio, ha richiesto quasi un secolo per essere portata a compimento. Si calcola che almeno il 90% delle demarcazioni siano contestate giudizialmente. E trattandosi di conflitti, sono arrivati anche al livello di lotta armata. Vari confronti violenti si sono già verificati tra indigeni e bande di sicurezza privata e pubblica, minatori illegali, imprenditori, impresari agricoli e altri gruppi armati, con un triste saldo di molte morti. Nel 2012, l'indice di violenza contro gli indigeni è cresciuto del 237% in confronto al 2011, e riguarda crimini generalmente associati al controllo delle terre. Secondo il CIMI, 563 indigeni sono stati assassinati negli ultimi dieci anni nel paese. Aumentando la lista di reclami su un tema che è documentato su scala globale, sono già state fatte denunce presso istanze internazionali come l'Organizzazione Internazionale del Lavoro e l'Organizzazione delle Nazioni Unite, che hanno interrogato il governo rispetto alle irregolarità e i crimini evidenziati esigendo spiegazioni e la messa in opera di azioni riparatorie
Tra i conflitti recenti i più preoccupanti sono quelli che stano interessando gli indigeni Guarani-Kaiowá e i Cinta Larga, più la demarcazione della Terra Indígena Raposa Serra do Sol, la trasposizione del São Francisco e la costruzione della centrale di Belo Monte, che hanno colpito alcune decine di popoli.
D'altro canto, ci sono denunce ricorrenti riguardo al fatto che gli indigeni sarebbero manipolati da interessi oscuri. Il Ministério Público fu accusato di essere un fantoccio di alcune ONG internazionali,, altre direzioni del governo sono accusate di corruzione,, e secondo Lorenzo Carrasco, "esiste un vero e proprio battaglione di ONG, istituzioni e ricercatori orientati da un pregiudizio ideologico, scritto e orchestrato dalle potenze dell'emisfero nord - Stati Uniti, Inghilterra, Canada, Norvegia, Danimarca e Germania - che pagano il conto e finanziano questo apparato indigenista e ambientalista che opera in Brasile con tanta forza"". La stessa Funai è al centro di molte controversie e riceve critiche da tutte le parti. Per certuni favorisce ingiustamente gli indigeni e per altri invece li pregiudica. Già è stata accusata di promuovere l'"industria della demarcazione della terra", di facilitare l'"importazione" di indigeni dal Paraguay per organizzare invasioni e identificare fraudolentemente delle comunità come indigene per creare terre "tradizionali" inesistenti, in una politica di confronto e approfittamento che sarebbe incentivata anche dal CIMI, dall'Istituto Socioambiental, da ONG e da altre organizzazioni . 
Addirittura per molti indigeni la Funai ha peso credibilità e la indicano ora come rottamata e ora come disattualizzata, incompetente o imbottita di funzionari corrotti che a volte passano sopra la teste dei dirigenti e delle comunità che non concordano con e le sue politiche e cooptano altri per mezzo di bustarelle. Sta di fatto che recentemente il governo è intervenuto in seno alla Funai e la esonerò dal compito di realizzare le demarcazione in esclusivo, sono state inoltre distribuite una parte delle sue competenze ad altri organismi legati allo sviluppo sociale e economico. Nelle parole di Ailton Krenak, importante dirigente indigeno:
"L'auge della politica indigenista stato raggiunto durante la dittatura militare. All'epoca c'erano i generali nella Funai. Quando uscì Figueiredo e salì al potere Sarney, abbiamo comunque continuato con i "coronéis" e la gente del Servizio nazionale di Informazioni, un antro di arapongas (spie). Da lì, a cavallo degli anni Ottanta e Novanta, comincia l'era degli antropologi. Stiamo sperimentando da 20 anni la guida degli antropologi alla testa della Funai, mentre questa si sta mummificando. Perché di questo si tratta: la Funai è morta. Questi la hanno legata amministrativamente al Ministero della Giustizia, dove è diventata la figlia brutta, che va nascosta in cantina. Questo è il posto che lo stato brasiliano riserva agli indigeni... sono triste e mi vergogno degli antropologi che continuano a accettare di giocare questo ruolo senza vergogna, in una partita di scambio permanente con i partiti politici".
Ci sono infine denunce del fatto che alcuni indigeni, compresi certi capi, favoriscano criminosamente lo sfruttamento dei propri popoli accettando contropartite e vantaggi personali e facendo pressione sui poteri pubblici, a volte accomunati con membri della Funai e poliziotti; situazioni che finiscono spesso in violenza e sofferenze, oltre a provocare un regresso nella costruzione di un dialogo produttivo nel quale ci sia spazio per l'indispensabile confidenza reciproca, l'onestà e la buona volontà di entrambe le parti.

### Pressioni sviluppiste
L'agro-business è il settore sul quale si concentrano la maggior parte delle accuse degli indigenisti; uno dei settori più influenti dal paese e ne determina la direzione politica e economica. La sua forza sta nella grande percentuale di esportazioni di cui è capace, generando 100 miliardi di dollari di reddito annuale. Nel 2013, i produttori rurali del Mato Grosso do Sul, una delle grandi regioni di produzione agroalimentare del Brasile, hanno chiesto alla Presidenza la sospensione della demarcazione delle terre nel loro Stato, come già è in vigore nel Paraná e nel Rio Grande do Sul. Secondo il presidente del Fronte Nazionale Agro-zootecnico, Francisco Maia, "i produttori rurali del sud dello stato sono disposti a paralizzare il paese per ottenere una decisione da parte del governo federale in relazione ai conflitti fondiari in Mato Grosso do Sul". Agitazioni simili succedono in molte altre regioni del Brasile. Dal punto di vista del presidente della Federazione dell'Agricoltura e della Zootecnia del Mato Grosso do Sul, Eduardo Riedel, "il diritto all'usufrutto esclusivo della terra non sarà una soluzione per i problemi degli indigeni. La situazione delle comunità indigene è precaria e i produttori rurali non mettono in dubbio questo. Solo che l'origine del conflitto è la fragilità sociale, rappresentata dalla fame e dalla mancanza di assistenza sanitaria e di educazione nelle comunità dove vivono gli indigeni".

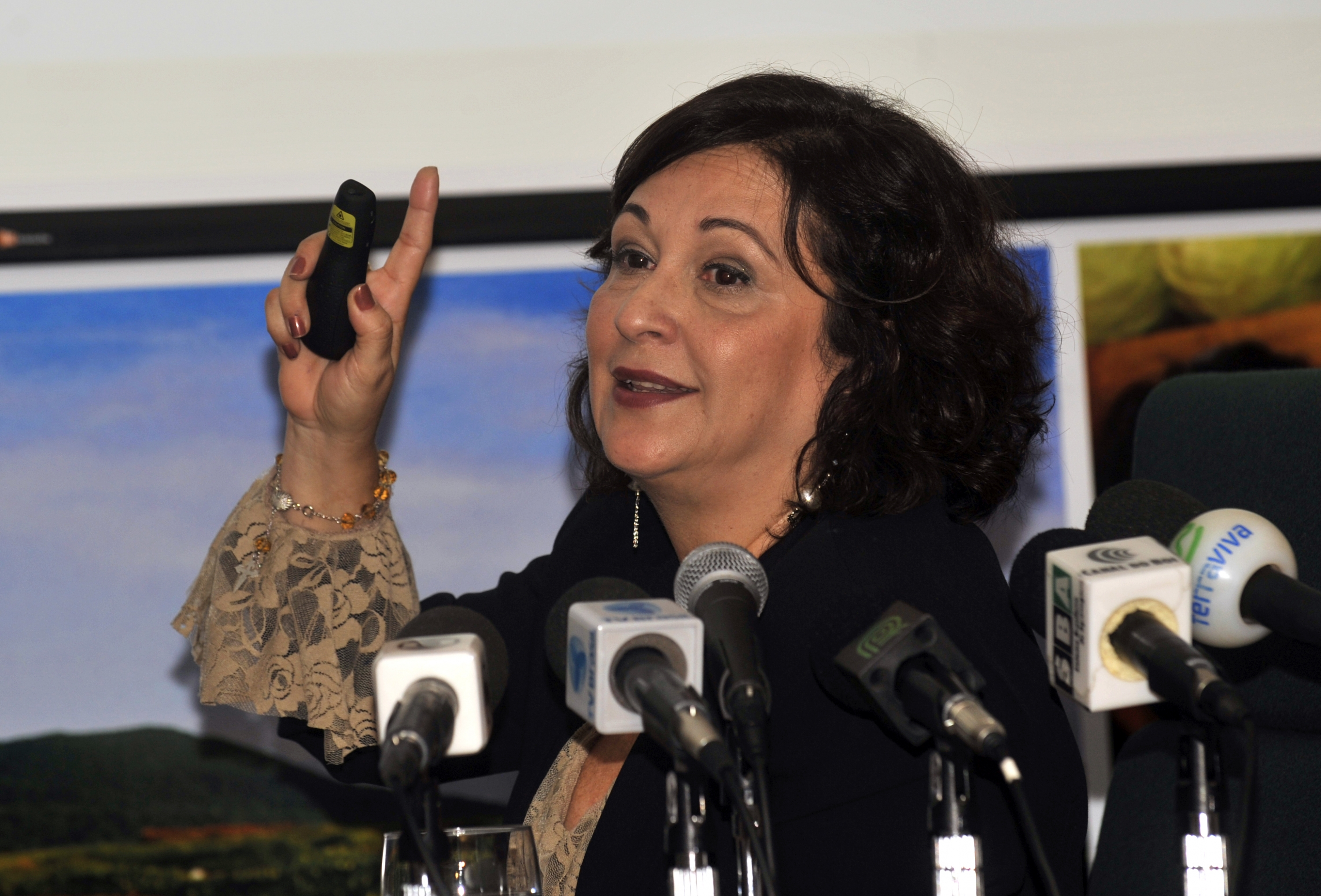
La senatrice Kátia Abreu, importante dirigente agroalimentare, mentre parla sui problemi della demarcazione delle terre indigene.

Secondo la senatrice Kátia Abreu, una delle più attive promotrice dell'agro-business e presidente della Confederazione dell'Agricoltura e della Zootecnia del Brasile, e temuta dai dirigenti indigeni e contadini per la enorme influenza politica, la demarcazione delle terre indigene e delle riserve ecologiche al ritmo con cui stava avanzando durante i governi di Fernando Henrique Cardoso e Lula rappresenta una seria minaccia alla sicurezza alimentare e all'economia del paese a causa della riduzione delle aree agricole disponibili. Ma lo studio su cui la senatrice si è basta, realizzato da Evaristo Eduardo de Miranda, capo del servizio di monitoraggio via satellite dell'Embrapa (l'impresa brasiliana di assistenza tecnica agricola e zootecnica), era stato contestato dagli ambientalisti e anche dai tecnici di quella stessa istituzione, che hanno indicato i diversi errori, dichiarando come non fondato il timore che possa mancare terra in Brasile, e che le demarcazioni delle aree indigene non minacciano la quantità di terre disponibili per l'agro-business. Uno studio realizzato dalla Società brasiliana per il progresso della Scienza, in collaborazione con l'Accademia Brasiliana della Scienza, ha confermato che non manca terra in Brasile, mentre quello che manca il suo sfruttamento razionale. Si stima che nel paese ci siano oggi 340 milioni di ettari di terre coltivabili, di cui la metà sono destinati al pascolo. Ma per lo meno 100 milioni di ettari di pascolo sono attualmente sottoutilizzati.
Anche le attività minerarie sono causa di intense dispute. Secondo la Costituzione, "la ricerca e la lavorazione delle ricchezze minerali nelle terre indigene possono essere messe in atto solo con l'autorizzazione del Congresso nazionale, avendo ascoltato le comunità coinvolte, e assicurando loro una partefcipazione ai risultati dello sfruttamento, secondo la legge". Ma la questione ancora non è stata regolamentata. Nelle terre indigene, qualsiasi tipo di attività tipo "garimpo" è proibita ai non-indigeni, ma i "garimpeiros" clandestini sono piuttosto comuni. Le terre della Cinta Larga, per esempio, sono state invase da 5.000 garimpeiros, speculatori, contrabbandieri e gruppi organizzati appena si scopri che erano ricche di diamanti, cassiterite e altri minerali. Uno studio dell'Instituto Socioambiental pubblicato in aprile del 2013 ha evidenziato la pressione imposta dalle attività estrattive: "esistono 152 terre indigene nell'Amazzonia potenzialmente minacciate da progetti di estrazione. Tutti i processi di estrazione nelle zone indigene sono sospesi ma, se fossero autorizzati, coprirebbero il 37,6% delle aree". Nel Congresso nazionale, è in esame il contestato Progetto di Legge 1.610 che mira proprio di ottenere questa liberatoria. Secondo l'avvocato Raul Silva Telles do Vale, dell'Instituto Socioambiental, le terre indigene sono molto più preziose come punto di creazione di servizi ambientali di quanto lo siano come campi di estrazione delle risorse naturali. Gli impatti ambientali dell'estrazione comprendono l'inquinamento e l'insabbiamento dei fiumi, la trasformazione del terreno, il disboscamento, e si hanno anche numerosi impatti sociali per il contatto tra gli indigeni e le popolazioni estranee. Nella valutazione fatta da Melissa Curi, professoressa dell'Università di Brasilia e funzionaria della Funai:

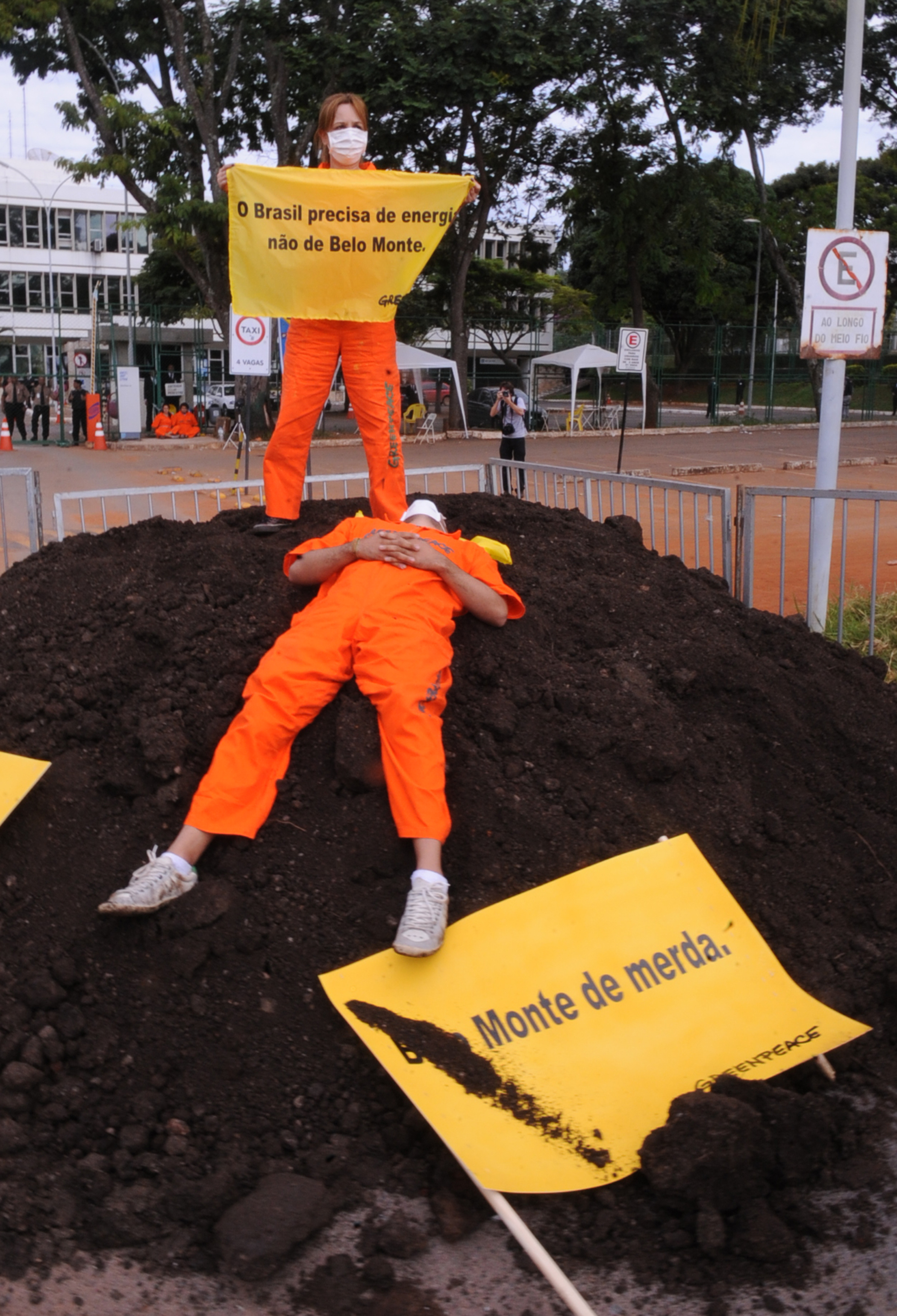
L'organizzazione ambientalista Greenpeace mise in atto una protesta il occasione della messa all'asta della costruzione della centrale di Belo Monte.

"Il contatto ravvicinato delle persone che sfruttano il campo minerario con le comunità indigene risulta sempre in un pregiudizio fatale per l'indigeno, principalmente in conseguenza dello stile di vista aggressivo e immediatista dei primi. Oltre alla violenza, accade anche la trasmissione di malattie altamente infettive e pericolose come quelle veneree, la tubercolosi, la malaria etc.... e l'introduzione dei valori tipici della cultura dominante, come il fascino del denaro e di quello che si può acquisire attraverso di questo. Con l'introduzione di questi nuovi abiti, quello che si constata, dopo un certo tempo, è il deterioramento della vita tribale, seguita dalla perdita dell'identità sociale e completata con l'inquadramento culturale e sociale in modo omogeneo alla società dominante, ossia, al passaggio da una società autonoma a quello di una minoranza dipendente".
I progetti idroelettrici, che si moltiplicano negli ultimi anni, sono un'altra grande fonte di conflitto. Il Coordinamento delle Organizzazioni Indigene dell'Amazzonia brasiliana ha dichiarato, in una lettera-aperta il suo ripudio alla politica governativa di investire in mega-progetti di produzione di energia che si ritorcono in danni per i popoli indigeni, le comunità tradizionali e l'ambiente, oltre al fatto che hanno un'efficienza tecnica dubbiosa. La costruzione della diga de Belo Monte è diventata un esempio noto, circondata di grande violenza e polemica, fino ad oggi non risolta. Le denunce di violazioni dei diritti umani sono arrivate fino all'Organizzazione degli Stati americani, che richiese spiegazioni alla presidenza della repubblica e il blocco dei lavori. La richiesta rimase ignorata e, come rappresaglia, l'ambasciatore presso l'organizzazione fu richiamato e il governo minacciò di sospendere il trasferimento dei fondi di appoggio all'organizzazione.

### Sicurezza
Militari di alto rango hanno manifestato preoccupazioni, considerando le terre indigene come potenziali minacce verso la sicurezza nazionale e questo può costituire un altro ostacolo per gli interessi degli indigeni. La presenza e l'attività della Polizia Federale del Brasile e degli organi militari nelle terre indigene sono regolamentati per legge, assicurando loro libertà di transito e accesso alle terre indigene, assicurando la installazione e manutenzione di unità militari e poliziali, così come l'attivazione di programmi di controllo e protezione della frontiera. Anche se la legislazione garantisce agli organi di difesa l'accesso alle terre indigene, la relazione tra l'attuazione di questi organi e le comunità indigene non avviene senza contrasti, soprattutto nelle aree di frontiera internazionale. Alcuni militari affermano che le riserve che sorgono in prossimità della frontiera sono punti vulnerabili all'invasione e potrebbero anche servire come base al crimine organizzato internazionale.:
"Le riserve cominciarono a porre dei problemi per la sovranità nazionale del Brasile, dopo che venne ratificata, nel 2007, la Dichiarazione dei Diritti dei Popoli Indigeni, nell'Organizzazione delle Nazioni Unite. Il documento ha stabilito, tra gli altri principi, che gli indigeni abbiano diritto all'autogoverno, alla libera determinazione politica, a istituzioni politiche e un sistema giuridico proprio, a far parte di una nazione indigena, a porre il veto sulle azioni militare nelle proprie terre e anche a accettare o no le misure legislative dell'Unione. Le azioni militari, legislative e amministrative dello stato nel territorio indigeno dovranno essere preventivamente approvate dagli indigeni. Se questo succedesse veramente, ci troveremmo di fronte a una atomizzazione della Federazione, perché ci sono più terre indigene che stati nella Federazione. E ricordo che, se c'è una terra, se c'è un popolo considerato nazione e se ci sono istituzioni politiche e giuridiche proprie, questo diventa uno stato-nazione. E qui sta la minaccia".
Nelson Jobim, ex-presidente del Tribunale Supremo Federale, che fu anche Ministro della Difesa e Ministro della Giustizia, considera che il problema di sicurezza nazionale non si applichi alla demarcazione delle terre indigene, e tutta la discordia derivi da una cattiva interpretazione della Legge, dato che quello di cui si deve discutere sono l'uso e l'usufrutto della terra, e non la sua proprietà, giacché nel testo stesso della Costituzione è previsto che le terre indigrne siano proprietà inalienabile dell'Unione.

### Dialogo difficile
Le relazioni tra gli indigeni e il governo sono state cronicamente e notoriamente tese. In una nota ufficiale, la APIB ha chiarito che lo "sbandierato processo partecipativo in relazione ai popoli e alle organizzazioni indigene del paese, anche con la realizzazione di alcune riunioni isolate e informali con alcuni popoli e comunità, non è assolutamente mai avvenuto... La segreteria generale della Presidenza della Repubblica... ha cercato di sminuire le organizzazioni del movimento indigeno, alimentando la divisione interna, l'indebolimento più che il rafforzamento, dello stesso organo indigenista per eccellenza, la Funai, disattendendo la prospettiva di rafforzamento dell'istituzione, conformemente ai desideri dei nostri popoli e delle nostre organizzazioni" Il 16 aprile del 2013, non soddisfatti della PEC 215, che trasferisce al Congresso nazionale i poteri per demarcare le terre indigene, centinaia di indigeni invasero il plenario della Camera dei Deputati. Dopo due anni in attesa di essere ricevuti dalla Presidenza, il 18 aprile più di 700 dirigenti, in rappresentanza di 121 popoli indigeni, hanno espresso la loro indignazione con le seguenti parole:

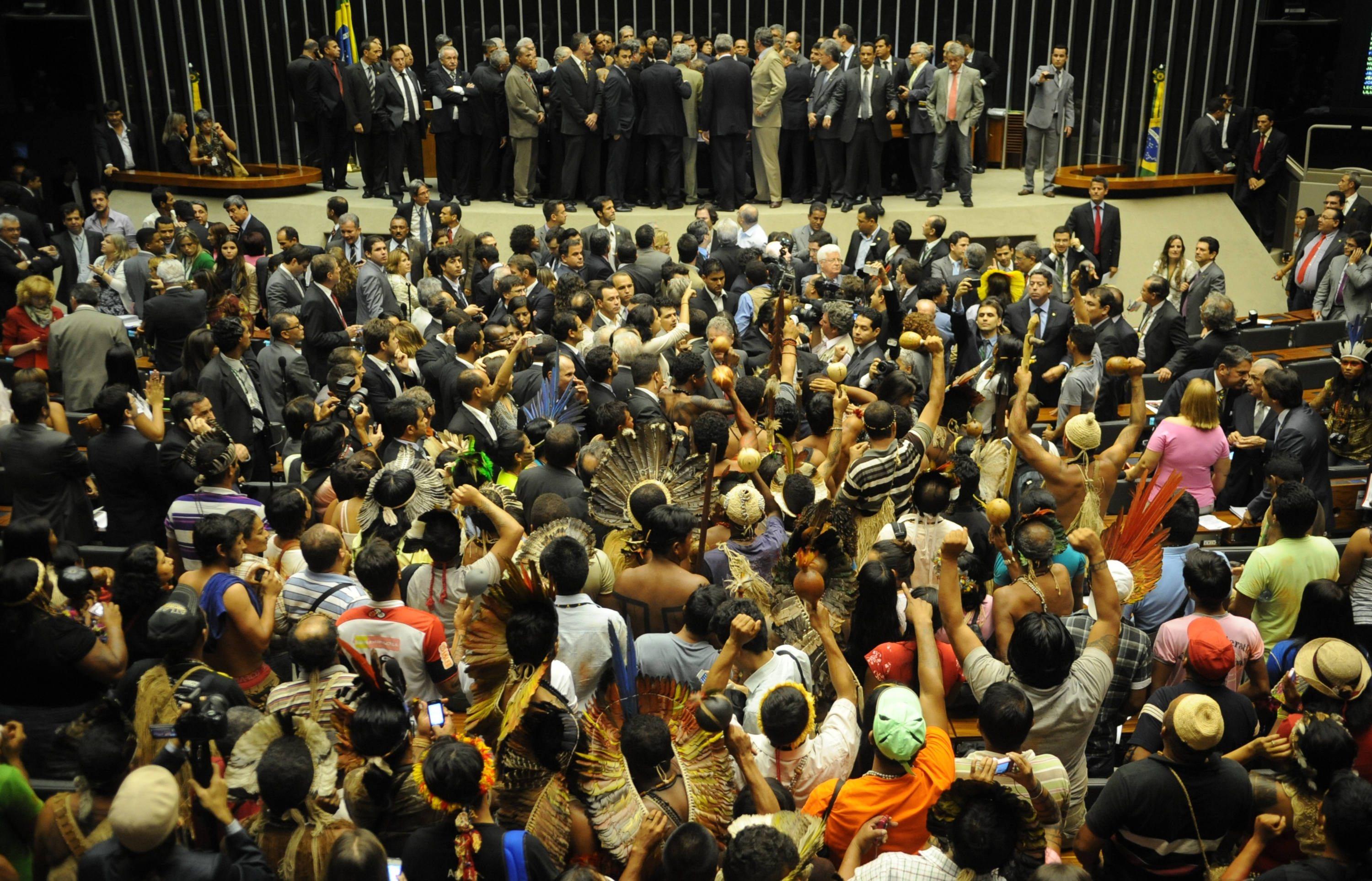
Il plenario della camera dei Deputati invaso dagli indigeni.

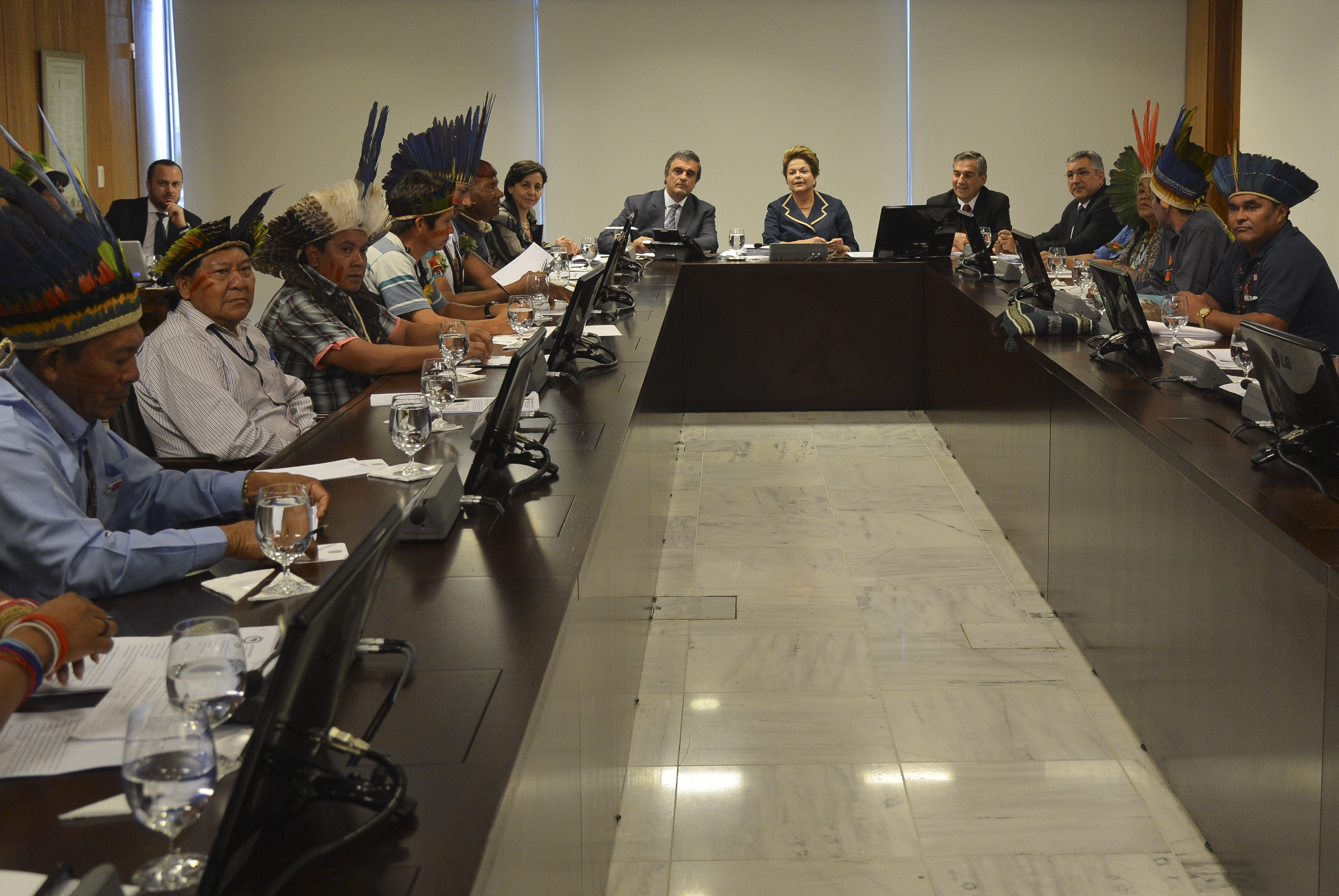
L'allora-presidente Dilma Rousseff in riunione con i rappresentanti dei popoli indigeni nel Palácio do Planalto.

"Protestiamo perché i nostri familiari vengono assassinati, perché le nostre terre non sono demarcate. Abbiamo richiesto un'udienza alla Presidente, ma il massimo che ci hanno offerto è stato un incontro con il ministro Gilberto Carvalho e un incontro con gli altri ministri il giorno 19 aprile, Dia do Índio, in modo che il governo abbia una foto propagandistica che mostri quanto sia preoccupato con i problemi degli indigeni. No. Non vogliamo più parlare con chi non risolve nulla! Da due anni abbiamo consegnato, noi popoli indigeni, durante l'Acampamento Terra Livre 2011, una lista di rivendicazioni destinate a questi ministri e nulla fu portato avanti. Da allora, abbiamo perso il conto delle volte in cui la Presidente si è incontrata con i latifondisti, gli impresari, le imprese di estrazione, la squadra dell'energia idroelettrica. Ha firmato decreti e regolamenti per beneficiarli e quasi non ha portato avanti nessuna demarcazione e omologazione delle nostre terre tradizionali. Ha permesso che la sua base nel Congresso nazionale consegnasse commissioni importanti ai ruralisti e ai loro alleati"".
Il 10 luglio si riuscì a organizzare un incontro con la presidente Dilma Rousseff, che promise di non svuotare la Funai, di creare uno spazio di discussione permanente per rendere più facili i processi di demarcazione, ma riaffermò che avrebbe apportato dei cambiamenti nelle procedure, passando a includere la consultazione degli organi governativi legati alla produzione agro-zootecnica e allo sviluppo, giustificandolo con il fatto che sia necessario ascoltare più settori coinvolti al fine di evitare ingiustizie. Sônia Guajajara, rappresentante indigena, definì storico l'incontro, perché aveva esaudito un desiderio antico dei popoli e aveva aperto la porta al dialogo, ma fu ripudiata la decisione della Presidenza di cambiare il sistema di consultazione per la demarcazione, così come l'avvio di opere infrastrutturali in terre indigene "senza il consenso libero, previo e informato" degli indigeni. Loro stessi esigevano invece un ruolo partecipativo attivo in tutti i processi e la revoca degli strumenti legali offensivi e pregiudizievoli alla loro causa, così come a varie altre misure, per evitare - come dichiararono - la "estinzione programmata" delle loro etnie come viene orchestrata dal governo. Secondo Sônia, la Presidente disse che "in alcuni casi cammineremo insieme, ma in altri continueremo a avere posizioni divergenti".
Le pressioni continuative hanno portato a lungo andare a dei risultati concreti. Il ministro Gilberto Carvalho, principale interlocutore del governo con i movimenti sociali, ha ammesso che l'amministrazione ha commesso alcuni errori nello sviluppo della sua politica indigenista e ha affermato che si stanno prendendo contromisure correttive. Il ministero della giustizia ha affermato che è alla ricerca di soluzioni per rendere più agevole il corso processuale e facilitare il dialogo, creando nuovi forum di incontro dove si possa stabilire una relazione collaborative tra governi locali, produttori rurali e indigeni, e la Presidente, a sua volta, ha affermato che il Brasile è un paese dove le leggi si rispettano, e ha garantito che il governo proseguirà nella messa in opera della Convenção 169 dell'Organizzazione internazionale del Lavoro, che obbliga ad avere l'assenso preventivo delle comunità indigene, prima di iniziare dei progetti, ma si è espressa a favore della ricerca di una soluzione negoziata per quanto riguarda i conflitti aperti. Nelle sue proprie parole:
"Il governo brasiliano rispetta la Legge rigorosamente. Quello che [il ministero di] Giustizia ci chiede di fare, noi lo mettiamo in pratica. Nel caso pratico, normalmente preferiamo seguire la via del dialogo, per evitare scontri, morti, feriti.... In Brasile, abbiamo una popolazione indigena e non possiamo negare questa realtà, anche perché quella è la popolazione originale del paese. Questo non vuol dire che le altre popolazioni che si sono stabilite nel paese non abbiano alcun diritto. Io penso che questa sia una questione che deve essere affrontata sulla base di un dialogo"
.
Insomma, la congiuntura del momento era volatile e offriva prospettive incerte per gli indigeni, potenzialmente molto dannose per i loro interessi. Nell'interpretazione dell'analista Sergio Barreto Motta, del Monitor Mercantil,
"Tradizionalmente, la sinistra e il Partido dos Trabalhadores (PT) sempre si sono collocati al fianco delle proteste dei contadini, contro i grandi produttori agricoli - definitivi spregiativamente come "appartenenti all'agro-business". Allo stesso modo, è chiaro l'appoggio del PT al movimento indigenista, fin dalla fondazione del partito. Solo che adesso la situazione esige un po' di pragmatismo da parte della Presidente. Se la simpatia pesa a favore delle persone del campo, la ragione pesa a favore dei ruralisti e della squadra dell'agro-business.Se l'espansione del PIL del primo trimestre del 2013 è stata di solo lo 0,6%, quale sarebbe stato il risultato senza la vigorosa accelerazione del 9,7% nella produzione agricola? In tutto l'anno, la produzione agrozootecnica potrà crescere circa del 10%, aiutando molto il paese e anche il governo, in un periodo preelettorale. Lo scenario è complicato per la Presidente, che ha una base di sinistra e degli alleati centristi. Infine, è stata l'ansia di avvicinarsi alla Presidente che ha spinto la senatrice Kátia Abreu, rappresentante della Confederazione Nazionale dell'Agricoltura a abbandonare i duri banchi dell'opposizione per i confortabili scanni del gruppo degli astenuti. Blairo Maggi e altri giganti del settore si sono avvicinati alla Presidente, non solo per lusingarla, ma per fare pressioni. Senza aiutare la Presidente,  gli indigeni stanno occupando diversi latifondi e il Movimento dos Sem-Terra (MST) è tornato a invadere l'area della Cutrale, un'impresa che, insieme alla Citrosuco Paulista, impiega tecnologia di punta per l'esportazione di succhi e genera miliardi di valuta pregiata per il paese.... sorge una questione molto delicata, nel momento in cui le campagne producono esportazioni per quasi 100 miliardi di dollari e si impongono come la principale fonte di ricchezza per il paese e dall'altra parte stanno gli indigeni e il MST".

### Cultura e ambiente

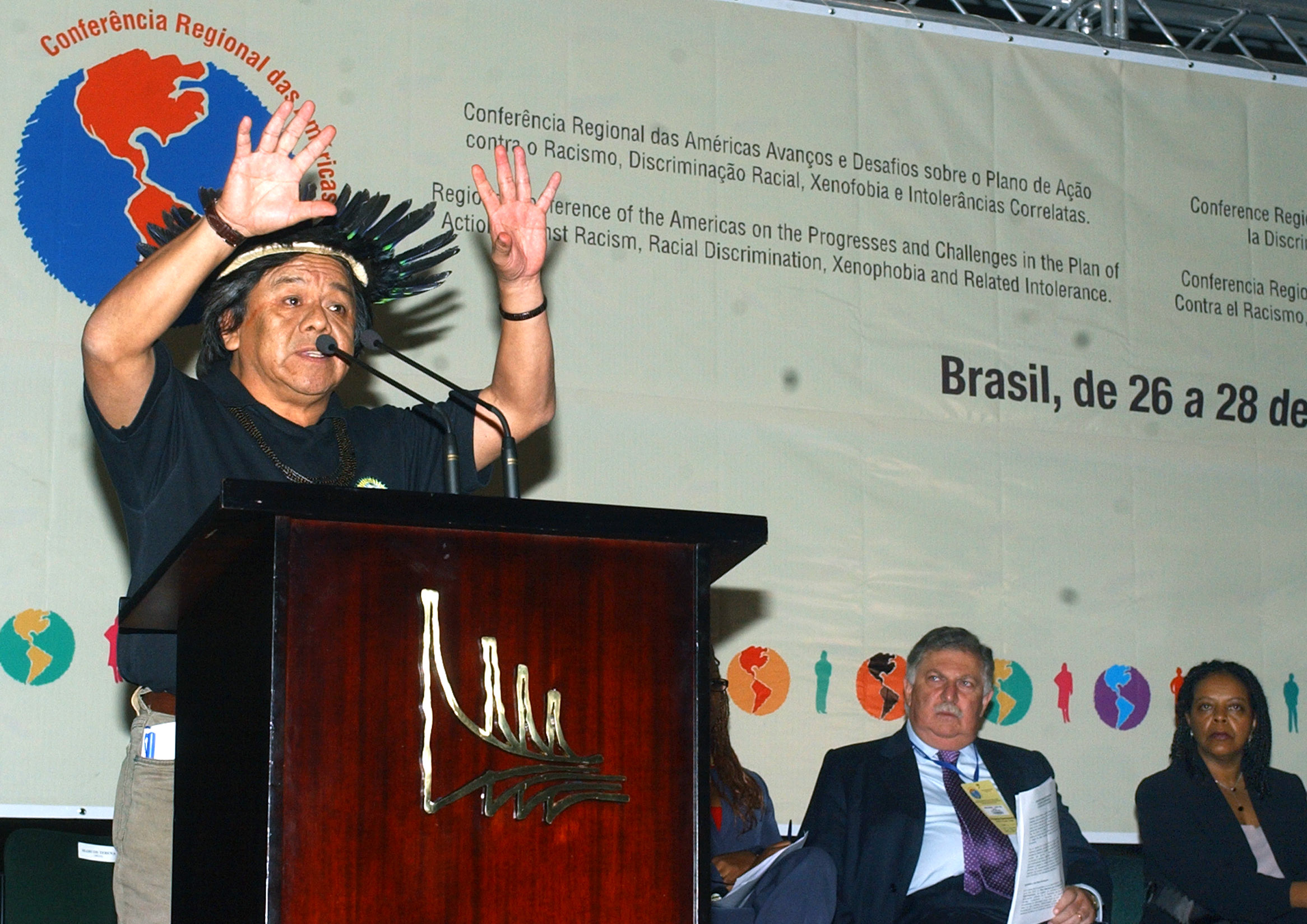
Il dirigente indigeno Marcos Terena mentre pronuncia il suo discorso di apertura della Conferência Regional das Américas del 2008, che ha visto la partecipazione di 33 paesi e l'appoggio dell'ONU e che ha discusso la revisione della I Conferenza mondiale contro il Razzismo

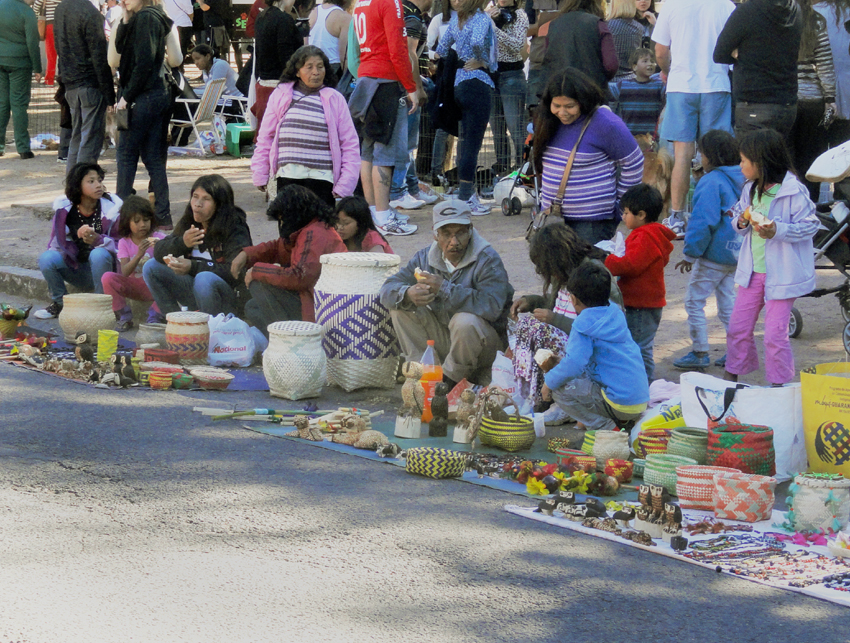
Indigeni Guarani vendendo pezzi di artigianato nelle strade di Porto Alegre.

La presa di coscienza da parte degli indigeni cresce di giorno in giorno, molti studiano all'università per potere difendere più efficacemente i diritti dei propri popoli, hanno guadagnato la simpatia di innumerevoli organizzazioni e personaggi influenti internazionali, e le loro mobilitazioni e proteste pubbliche sono già riuscite a attirare molta attenzione da parte del resto della società. Molte volte si trovano nell'obbligo di migrare verso le città e affrontare condizioni a volte ancora peggiori, sommandosi alle moltitudini che vivono nelle favelas dei grandi centri urbani e perdendo il contatto con le proprie radici culturali.
A fronte del ritardo nella demarcazione delle terre e della velocità nell'avanzamento della frontiera agricola, l'idea di riserve indigene sostitutive, fuori dalle aree tradizionalmente abitate dagli indigeni, torna a essere discussa come una forma di risolvere i conflitti che si accendono con la presenza degli invasori o dei latifondisti nelle terre tradizionali, che danno origine a lunghe vicende giudiziarie. Ma allo stesso tempo, questa soluzione trova l'opposizione degli indigeni e degli indigenisti, che la considerano un passo indietro nel riconoscimento del diritto degli indigeni alle terre che abitano da secoli e alle quali sono legati da lacci profondi. Inoltre, a partire dagli anni ottanta, sono sul tappeto le questioni della trasmissione delle tradizioni indigene da parte di professori indigeni formati nei modelli occidentali e dando lezioni che seguono questi modelli anche nelle riserve; di come sia presentata la problematica delle terre indigene ai ragazzi in età scolare del Brasile in generale da parte di professori non-indigeni, e di come il mondo occidentale sia sensibilizzato riguardo agli indigeni delle riserve. Queste questioni concretamente si pongono il problema di capire quale sia la qualità dell'informazione che circola tra i due universi. Questa informazione precoce deve essere ben giustificata, perché può stimolare come abbattere miti e preconcetti importanti nel processo di dialogo futuro tra le nuove generazioni. 
Nel 2001 c'erano più di 90.000 alunni indigeni che seguivano le lezioni in scuole all'interno delle riserve, con l'appoggio del governo e delle comunità. Le Direttive curricolari nazionali per l'Educazione indigena, del 2012, lasciano intravedere il fatto che tutti i professori dei villaggi dovrebbe essere indigeni.
Oltre al problema delle invasioni e delle utilizzazioni non consentite, che trasformano le terre indigene in una tela rappezzata tagliata da strade e ponti, ferrovie, linee elettriche, dighe, miniere, invasori e altri tipi di interferenza soffocante, altre si trasformano progressivamente in isole completamente tagliate fuori in un mondo profondamente modificato dalla civilizzazione e soffrono per l'impatto della degradazione ambientale nelle regioni vicine, come l'invasione delle specie aliene, il prosciugamento degli acquiferi, gli incendi forestali e la contaminazione dei suoli e delle acque a seguito dell'introduzione di prodotti fitosanitari tossici usati nei campi adiacenti, che mettono a rischio indirettamente la loro sostenibilità anche se le riserve in sé stesse potrebbero esser ben conservate. Le riserve della regione Sud, Nordest e Sudest, tutte di piccole dimensioni, sono quelle più colpite, ma anche aree più vaste come quelle del Parco indigeno dello Xingu soffrono già per l'impatto di questi agenti esterni.
La soluzione del problema delle terre indigeni porterà importanti benefici non solo per quei popoli, permettendo la sopravvivenza delle loro culture uniche e irripetibili, visto che dipendono intimamente dall'ambiente naturale dove sono inserite, ma anche per la conservazione delle foreste, considerando il grave disboscamento che minaccia il Brasile attualmente e le innumerevoli altre minacce che mettono in pericolo la biodiversità e gli ecosistemi, e, di conseguenza, la società in generale. Di fatto, molte di queste comunità sono considerate esempi di gestione sostenibile delle foreste, e la Valutazione degli ecosistemi del Millennio, una delle maggiori sintesi scientifiche degli ultimi decenni sull'ambiente, ha dichiarato che i popoli indigeni possono essere tanto efficaci per la conservazione delle foreste quanto la trasformazione di queste in riserve protette di tipo convenzionale.
Ma non è stata pacifica la definizione di come gli indigeni debbano approfittare delle risorse esistenti nelle loro terre, il cui sfruttamento spetta loro costituzionalmente. Anche in seno al movimento indigenista questo non è un dato sicuro. Alcuni difendono la posizione che gli indigeni devono esser "guardiani dell'ambiente", mantenendolo intatto e restringendo le proprie pratiche a quelle tradizionali di sussistenza..

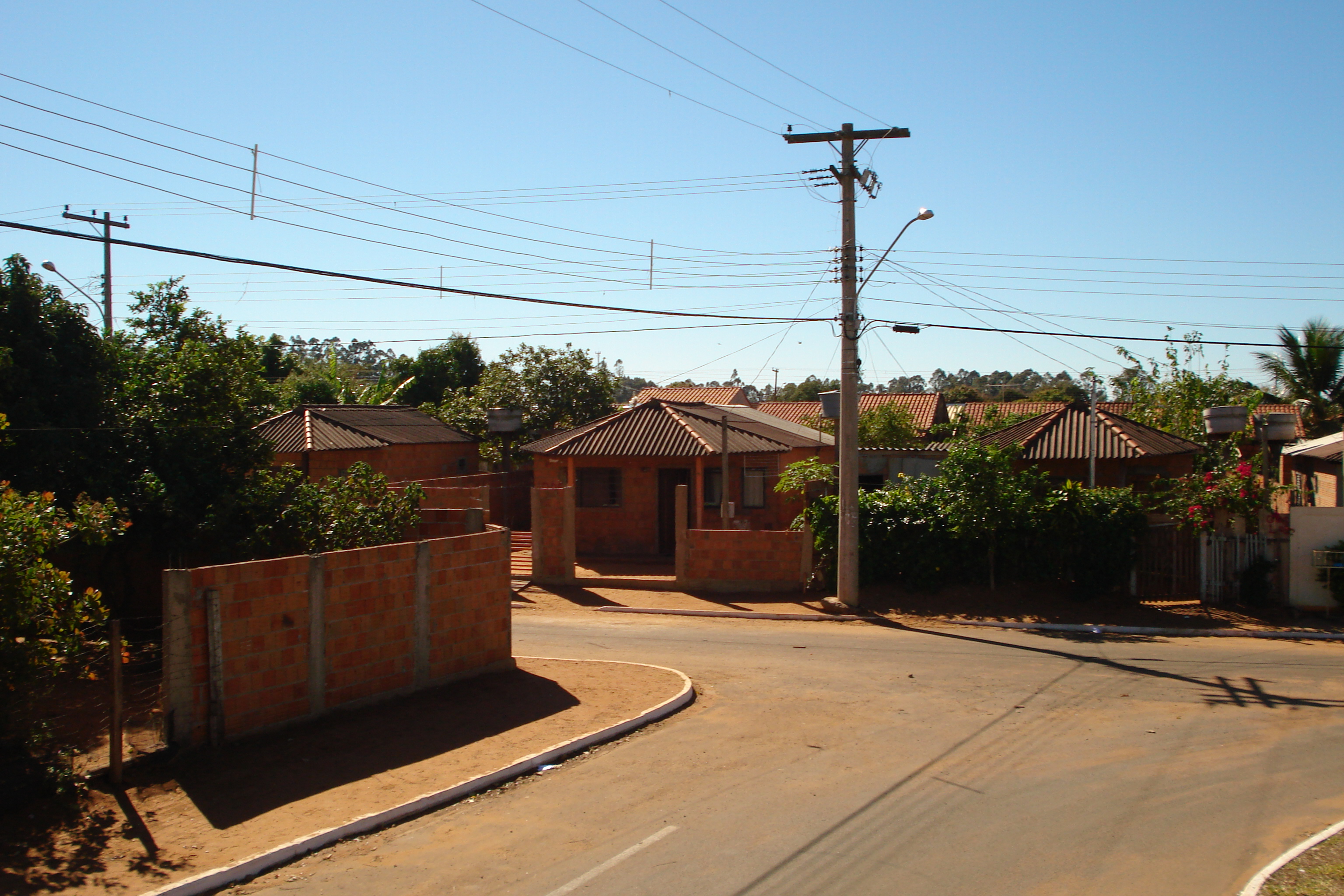
Villaggio indigeno urbano Marçal de Souza, em Campo Grande.

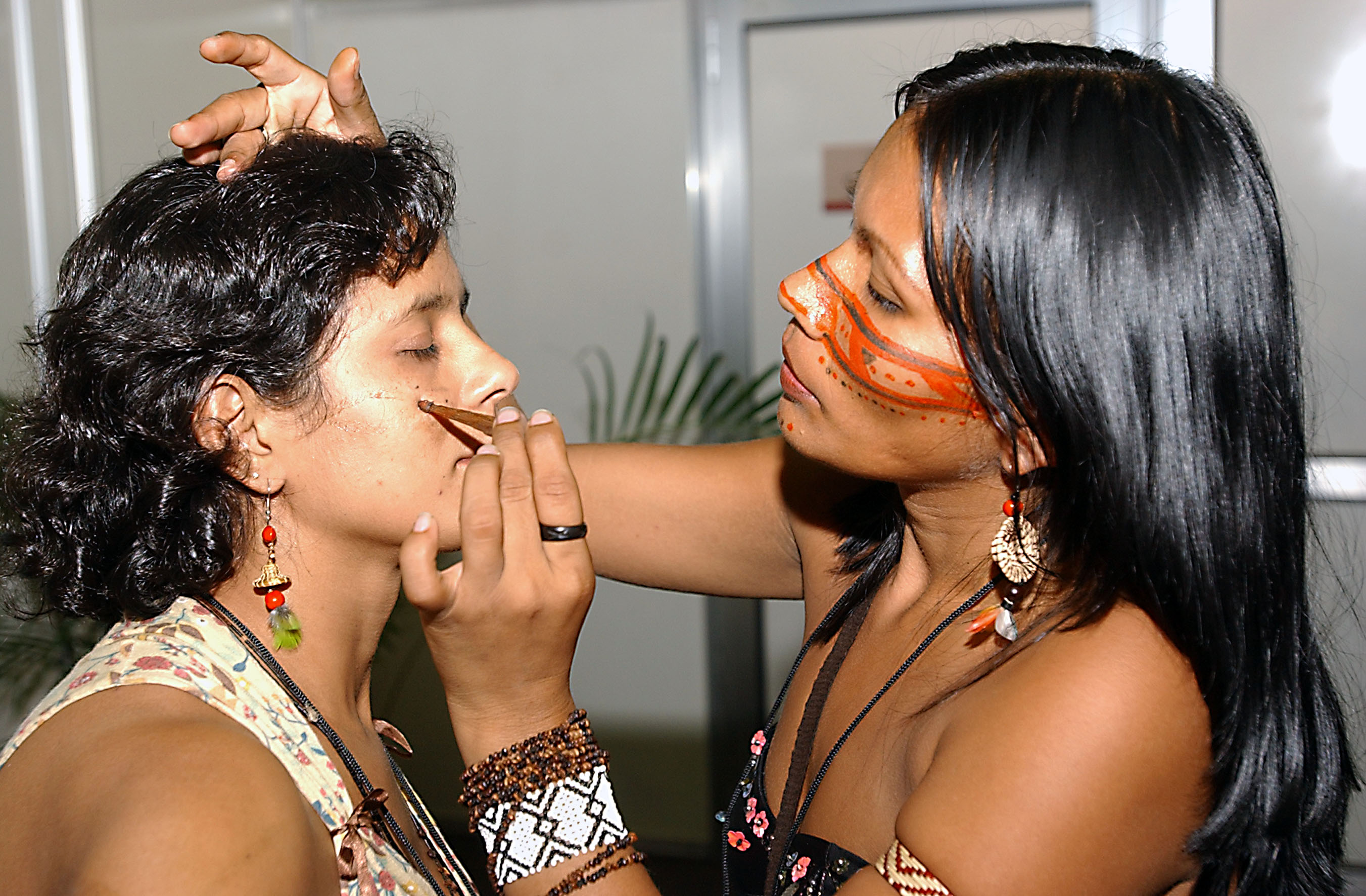
Un'indigena disegna una decorazione a una partecipante alla Conferenza nazionale dei popoli indigeni del 2006.

La crescente prossimità con la civilizzazione ha provocato profonde modificazioni nelle culture tradizionali. Molti indigeni già adesso preferiscono spontaneamente la vita nelle città e formano aggregazioni urbane, attratti dalla possibilità di studio, occupazione, trattamenti sanitari, riconoscimento e per tutte le facilità nella vita che si possono immaginare. Ma di regola questa migrazione li espone a vari rischi, questi in generale restano un gruppo sociale sprovvisto di sicurezze, e soffrono drammatici disturbi a causa del contatto con la civiltà, tra cui i maggiori sono il consumo di bibite alcoliche e stupefacenti, la prostituzione, la proliferazione di malattie sessualmente trasmissibili, il suicidio tra i giovani e la violenza domestica. Nel censimento del 2010, circa il 42% di quelli che si dichiaravamo indigeni vivevano fuori dalle riserve indigene, e il 78% di questi viveva nelle città. Sul totale degli indigeni oltre i 5 anni di età, solo il 37,4% parlava la lingua della propria etnia, e molti ancora si vergognano di essere indigeni. Allo stesso tempo, molti gruppi urbanizzati si vantano delle proprie origini e tentano di preservarle in un ambiente avverso, suscitando allo stesso momento una nuova sfida per la definizione di quello che significa essere indigeno nel secolo XXI. Per quello che riguarda l'antropologa Lúcia Helena Rangel, professoressa nella PUC-SP, "le elite brasiliane non vogliono riconoscere i diritti degli indigeni e creano malintesi tra la popolazione e le comunità, provocando un discorso razzista, specialmente nei confronti degli indigeni che vivono nelle città". E aggiunge:
"La trama di fondo è la questione della terra. Ciononostante,  non possiamo ridurre tutto a questa. Ma moltissimi problemi nascono lì, perché quando una terra non è riconosciuta, vuol dire che gli indigeni non hanno accesso all'assistenza sanitaria, non ricevono programmi di educazione scolastica, non ricevono prodotti per la produzione agricola, progetti di appoggio all'alimentazione etc. Quindi si tratta di una questione fondiaria, di disputa per le terre indigene e di non riconoscimento del diritto degli indigeni alla loro terra... oltre a questo, altri dicono che alcuni indigeni non sono più indigeni, perché hanno i capelli crespi, abitano nella città, sono "mescolati", cioè... hanno meno diritti degli altri. In un paese meticcio come il nostro, dove tutti sono mescolati, gli indigeni non possono essere mescolati. Fino a un certo punto è troppo indigeno e dà fastidio, da un certo punto in poi invece lo è troppo poco e quindi non ha più diritti. Insomma, un indigeno non ha mai il posto giusto".
Il portale "Povos Indígenas no Brasil", mantenuto dall'Instituto Socioambiental, offre questo bilancio della situazione attuale dei popoli indigeni delle loro terre:
"La Costituzione dell'88 ha creato la necessità di rivedere la legislazione ordinaria e di includere nuovi temi nel dibattito giuridico relativo agli indigeni. A partire dal 1991, sono stati presentati dei progetti di legge, dal governo e dai deputati, al fine di regolamentare i dispositivi costituzionali e adeguare la vecchia legislazione, segnata dai principi dell'integrazione degli indigeni alla "comunità nazionale" e delle tutela, al dettato invece della nuova Carta. Così, la base legale delle rivendicazioni più fondamentali degli indigeni del Brasile fu ricostruita dalla nuova Costituzione e attualmente è soggetta a ampliamento e riorganizzazione. Però, la realtà brasiliana dimostra che spetta agli indigeni e ai loro alleati il difficile compito di fare rispettare le leggi, esigere il rispetto dei diritti degli indigeni nella pratica, a fronte dei più diversi interessi economici che si permettono di ignorarne addirittura l'esistenza. Assicurare la piena efficacia del testo costituzionale è la sfida sul tavolo. Spetta agli indigeni, ma anche alle loro organizzazioni, alle associazioni di appoggio, alle università, al Ministero pubblico e agli altri. Si sa che sarà un processo lento, che in più è condizionato dal compito di renderne consapevole la propria società. L'esito dipenderà necessariamente dal grado di coinvolgimento quotidiano che ciascuno di quelli che si impegnano in questa direzione saprà dimostrare".